# マーシャル・プラン

マーシャル・プランに基づく援助物資を識別するために使用されたロゴ。「欧州復興のために、アメリカ合衆国により供給」と記されている。

マーシャル・プラン（英語: Marshall Plan）は、第二次世界大戦で被災したヨーロッパ諸国のために、アメリカ合衆国が推進した復興援助計画。通常は提唱者の国務長官ジョージ・マーシャルの名を冠してこのように呼ぶが、正式名称は欧州復興計画（おうしゅうふっこうけいかく、European Recovery Program、ERP）という。

## 概要

マーシャル・プランの受益国を示す地図。青いグラフは、各国が受けた援助の相対量を示す

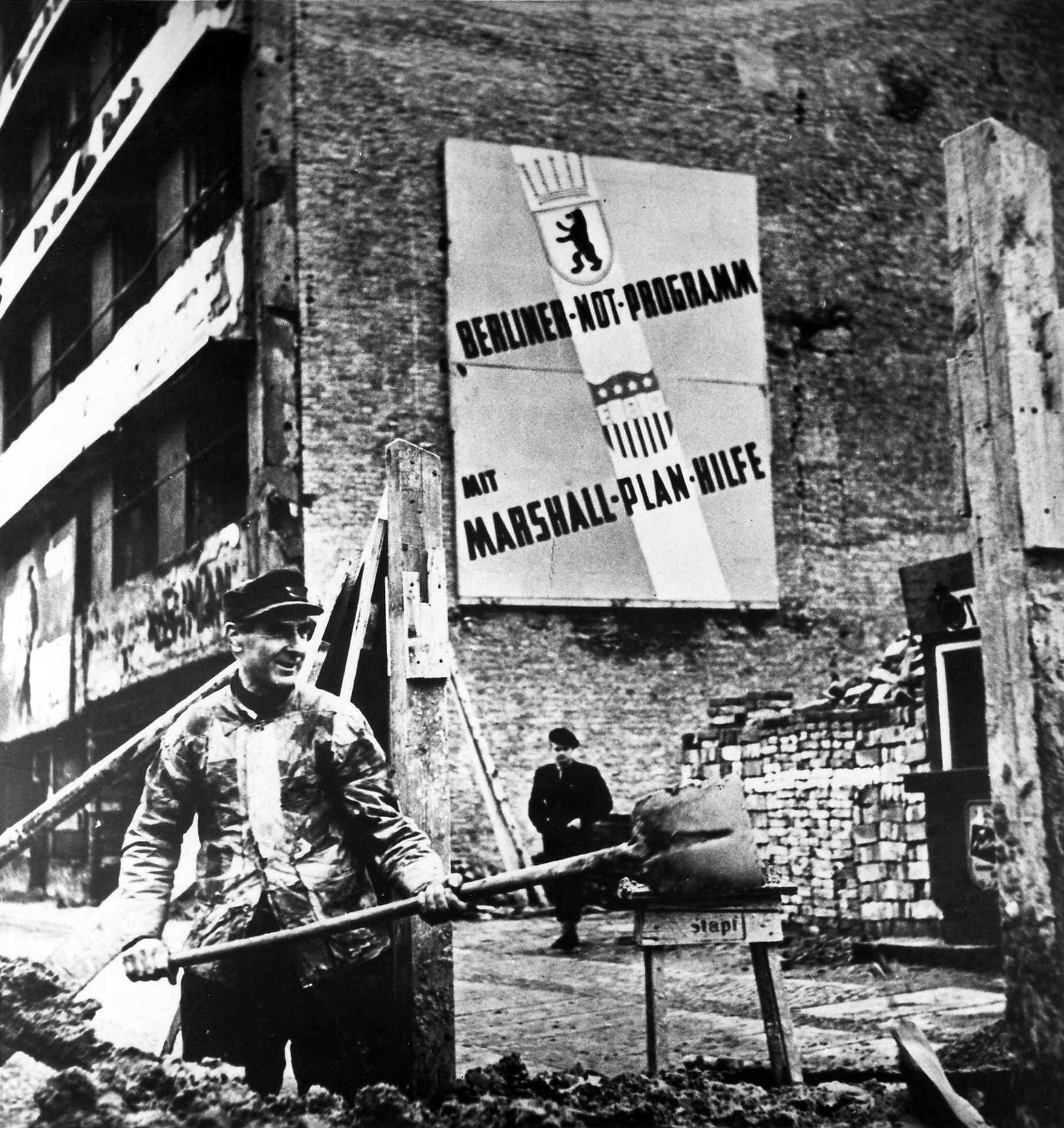
西ベルリン復興工事の様子。背後の看板には「マーシャル・プラン援助による」とある

1947年6月5日、ハーバード大学の学位授与式に臨席したマーシャルは記念講演の中で、アメリカがヨーロッパに対して大規模な復興援助を供与する用意がある旨を表明した。これに応じた西ヨーロッパ16か国は、復興4か年計画と援助所要額をまとめた報告書を共同で作成してアメリカの援助を仰ぐと共に、援助受け入れ機関として欧州経済協力機構(OEEC) を設置した。一方アメリカは援助政策の根拠法たる「1948年対外援助法」を制定し、実施機関として経済協力局（ECA）を設置した。援助は旧敵国(枢軸国)にも供与され、イタリアやオーストリアが原参加国に名を連ねた他、アメリカ・イギリス・フランス3か国の占領下にあったドイツ西部（のち西ドイツとなる）も援助対象として認められた。
マーシャル・プランは西ヨーロッパ諸国の戦後復興に一定の貢献をし、またアメリカ企業には巨大なヨーロッパ市場を提供した。ソ連および東ヨーロッパ諸国はモロトフ・プランで対抗したため、ヨーロッパの東西分断が加速したが、その一方で西ヨーロッパ諸国間の統合への動きは進展した。アメリカは無償贈与を中心に100億ドルを超える援助を供与したが、後半期には軍事援助に重点が移り、1951年10月に施行された相互安全保障法に基づく援助に吸収された。
マーシャル・プランはアメリカ史上屈指の成功を収めた対外政策と見做され、マーシャルは計画を推進した功績によってノーベル平和賞を受賞した。しかし、経済史の分野ではその経済効果を疑問視する見解が出され、議論を呼んでいる。外交史的見地からは、従来は反共政策としての側面が強調される傾向にあったが、新たな視点からの研究成果も現れている。
一方、アメリカは中華民国と大韓民国にも工業および農業改革の復興を援助する計画をしていた。そのためアメリカは蔣介石に対し内戦を回避して中国共産党を含めた国民党主導下の統一政府樹立と共産党軍の国民党軍への編入を要求したが、蔣介石がマーシャルの調停した国共停戦協定を無視して中国共産党への軍事攻勢を行ったことにより、アメリカの大統領ハリー・S・トルーマンが「中国の内戦に巻き込まれることを避けつつ、中国国民が中国に平和と経済復興をもたらすのを援助する」だけであるとして中国に派遣していたマーシャルの召喚と中国内戦からのアメリカの撤退を表明し、結果として1949年10月に中華人民共和国が建国されることになり、計画は破綻した。同時に大韓民国への援助計画も朝鮮半島情勢の悪化により頓挫した。

## 前史

### イギリスの援助停止通告
1947年2月21日（金曜日）の午後遅く、駐アメリカ合衆国イギリス大使を務めるアーチボルド・クラーク・カー男爵の一等書記官であるM・H・サイチェルが国務省を訪れた。大使から覚書を託された書記官は、応対した国務次官ディーン・アチソンに対し、国務長官ジョージ・マーシャルとの面会を求めた。しかし、当のマーシャルはプリンストン大学創立200年祭で記念講演を行うため、国務省を発ったばかりであった。覚書は緊急の検討を要したが、国務長官宛の正式文書を他の者が受け取ることは出来ないため、応急処置として覚書の写しを国務省近東・アフリカ局長ロイ・ウェズリー・ヘンダーソンに手渡し、正本は後日マーシャルに渡すことにした。
サイチェルは覚書を2通携えていた。1通目はギリシャに関するもので、イギリスが3月31日を限りにギリシャに対する援助を打ち切らざるを得ないとして、年間6000万から7000万ポンドの肩代わりをアメリカに求めた。もう1通はトルコに関するもので、軍の近代化と経済発展の両立が困難であること、トルコの戦略的・軍事的位置について英米連合参謀本部で協議する用意があることや、トルコ軍拡充の為の財政援助をアメリカが行うよう期待することが記されていた。

### ギリシャ・トルコ情勢
大戦後のギリシャ・トルコ両国は、以下のような情勢下にあった。
ギリシャでは第二次世界大戦中、共産党系の民族解放戦線（Ethnikon Apelefyherotikon Metpon, EAM）とその軍事組織であるギリシャ人民解放軍（Elinikos Laikos Apeleftherotikos Stratos, ELAS）が枢軸国に対するレジスタンス運動を展開していたが、1944年のドイツ軍撤退後にカイロのパパンドレウ亡命政府が首都のアテネ入りを果たすと、同政府の中心である右派・王党派勢力とEAMとの間で衝突が起こった(ギリシャ内戦)。
イギリスは王党派を援助してきたが、これに対して内外から批判が挙がった。加えて1946年から翌年にかけての冬は実に66年ぶりの厳冬となったため、国内では深刻な燃料危機が発生した。イギリスは大戦で経済が疲弊した上、巨額の対アメリカ借款を抱えており、援助政策の再考を迫られていた。
経済情勢も深刻で、工業生産は戦前の40パーセント程度に留まっていた。1946年末にアメリカを訪問したギリシャのツァルダリス首相はギリシャ経済の窮状を説明し、今後5年間に12億4600万ドルの援助が必要であると訴えた。
一方トルコでは、ボスポラス・ダーダネルス両海峡の管理を巡る問題が発生した。両海峡は1936年11月以来モントルー条約に則って管理されてきたが、1946年中に改訂することがポツダム会談で合意されていた。これを受けて1946年8月7日にソ連はトルコに覚書を送付し、黒海沿岸諸国の軍艦の自由航行やソ連の軍事基地建設を前提とするソ連・トルコの海峡共同防衛などを提案した。トルコはこれに反発し、アメリカ合衆国・イギリスもトルコに同調した。

### 援助決定
1947年2月24日（月曜日）の早朝に覚書は正式にマーシャルに手渡された。同日に国務省内にはヘンダーソンを長とする「ギリシャ・トルコ援助検討特別委員会」が設置され、「長文電報」でソ連通としての知名度を高めていたジョージ・F・ケナンもこれに参加した。特別委員会は翌25日に「対ギリシャ・トルコ緊急援助に関する国務省の立場と勧告」をアチソンに提出した。報告書は安易にソ連との妥協を行わないとの言質をイギリスから取ることを条件に、援助肩代わりの要請を受け入れることを勧告した。
さらに2月26日、国務省・陸軍省・海軍省の3省長官会議が開催された。陸軍長官ロバート・ポーター・パターソンと海軍長官ジェームズ・フォレスタルは、同様の事態は南朝鮮や中国など他の諸地域でも発生しているためにこれらの地域への援助も必要であると考えた。しかし議会で多数を占める共和党が財政支出の削減を強く求めていることに配慮し、対象をギリシャ・トルコに限定した国務省の勧告に基本的に賛同した。会議後にマーシャルはギリシャ・トルコ援助案を大統領のハリー・S・トルーマンに伝達し、了承を得た。トルーマンはアーサー・ヴァンデンバーグら有力議員8名を招き、対ギリシャ・トルコ援助への協力を事前に取り付けた。

### トルーマン・ドクトリン
同年3月12日、上下両院合同会議の場においてトルーマンは特別教書を発表した。いわゆる「トルーマン・ドクトリン」である。トルーマンは、イギリスが対ギリシャ・トルコ援助の打ち切りを通告したことに触れ、ギリシャおよびトルコの現状について説き起こした。
この教書の中でトルーマンは、世界のほぼ全ての国々が否応なく「2つの生活様式」即ち自由主義と全体主義の選択を迫られているという二元論的な外交理念を提示すると同時に、「武装した少数者や外部からの圧力による征服の試みに抵抗している自由な諸国民を支持することこそ合衆国の政策でなければならないと信じる」と語った。そして、ギリシャやトルコが全体主義者の手に落ちればその影響は両国のみに留まらないと主張し、両国に対する経済的・軍事的援助として、1948年6月末までに4億ドルの支出と民間人・軍人の派遣を認めるよう議会に要請した。
4億ドルという額についてトルーマンは、アメリカが大戦中に支出した戦費（3410億ドル）の0.1パーセント強に過ぎないと語り、負担に充分耐え得ることを強調した。そして、自由主義世界を全体主義体制から守る責務を全うできる国家は今やアメリカをおいて他にないとして、上記の提案に賛同することを議会に求めたのである。
この演説は名指しこそ避けたものの、ソ連の影響力が地中海沿岸地域にまで及ぶことを警戒する内容となっていた。ギリシャ・トルコ危機という地域問題はこの演説によって世界規模の問題として捉えられ、その背後にはアメリカとソ連の対立という図式が潜んでいるとする認識が同時に示されたのである。
この演説は広汎な支持の獲得に成功したという。しかし国務省からは演説内容に対する驚きの声が上がった。反共的な主張の並んだ草稿に驚いたマーシャルは、事態を過大に言い過ぎているとの電報をトルーマンに宛てて送信した。また、ケナンは草稿を読んで「これはまずいな」と懸念した。ケナンはギリシャへの経済・技術援助には賛同しつつも、軍事援助には消極的であった。また、局地的問題を普遍化するかのような言辞にも反対した。

### モスクワ外相会談

4か国分割占領下のドイツ。1947年時点では、このうちイギリスとアメリカの占領区域が経済統合を実現していた

この頃、モスクワではアメリカ合衆国、イギリス、フランス、ソビエト連邦の4か国の外相による会談が進行中であった。
旧枢軸国のうち、イタリア、ハンガリー、ブルガリアなどとの講和は1946年11月のニューヨーク外相会談で決着し、翌年初頭に講和条約調印を実現した。残るドイツ・オーストリアとの講和問題を議題として開催されたのが、モスクワ外相会談である。4か国は1947年3月10日から4月24日まで45日間にわたって議論を交わしたが、各国の利害が鋭く対立し、とりわけドイツの処理問題は困難を極めた。主な争点は以下の諸点である。
- ドイツ臨時政府の政治体制について。アメリカとイギリスは連邦制を採るべきであると主張したが、ソ連は中央集権制を主張した。フランスはドイツの復活が自国の安全保障に及ぼす影響を懸念し、臨時政府の早期樹立自体に難色を示した。
- ドイツの経済復興について。ソ連は200億ドル（うち対ソ連分として100億ドル）相当の経常生産物賠償[注釈 6]をドイツに要求する賠償20年案を提示するとともに、先に米英両国が取り交わした両国占領区域間の経済統合協定の撤廃およびルール地域の4か国共同管理を主張した。対してアメリカとイギリスは、ドイツの賠償支払能力は10年間に30億ドル程度であるとして、賠償請求よりも経済力の回復を図るためにポツダム協定によって制限されている工業水準の引き上げおよび各占領区域の経済統合を求めた。一方、ドイツが持つ資源を極力自国のために利用したいフランスは、ドイツの石炭をフランスへ優先的に供給するよう主張した[注釈 7]。

対オーストリア講和問題も、一定の前進こそあったものの結論は先送りされた。こうして会談は見るべき成果の無いまま、議題を次回に持ち越して閉幕した。会談に出席したマーシャルは、ドイツ処理問題におけるソ連の強硬姿勢の背後には「問題の長期化はヨーロッパ経済に悪影響を及ぼす。それはソ連にとって有利に働く」との意図があるとみた。その確信は、国務長官特別補佐官チャールズ・ボーレンを伴ってヨシフ・スターリンを表敬訪問した際、いよいよ強固なものとなった。ドイツ問題の早期解決を訴えるマーシャルに対し、スターリンは無関心であるかのような回答を返した。曰く「我々は、次回には合意に至るであろう。その時でなければその次には」。モスクワからの帰途、マーシャルはボーレンに対して西ヨーロッパの完全崩壊を防止する手立てを考えねばならないと語った。
1944年9月に当時の財務長官ヘンリー・モーゲンソーが主唱したモーゲンソー・プランは、ドイツの軍需産業を徹底破壊して同国を農業国化するという懲罰的なドイツ政策を志向したが、この案は国務省・陸軍省・イギリスの猛反対を受けて影響力を失った。2年後の1946年9月に当時の国務長官ジェームズ・バーンズがシュトゥットガルトで行った演説「ドイツ政策の見直し」では、ドイツはヨーロッパの一部であって、ドイツの復興はヨーロッパ復興の一部をなすものであるとの認識の下、ドイツの経済的自立の重要性が謳われた。1947年3月18日にはフーヴァー使節団が、ドイツの工業力を基礎とした西ヨーロッパ復興を大統領に勧告する報告書を提出した。在独合衆国軍政当局（Office of Military Government for Germany, United States, OMGUS）も占領経費削減という見地からドイツ復興を推進した。議会もこうした路線に賛意を示していた。しかし「強いドイツ」の復活にはフランスの反発が大いに予想された。この難題を乗り切るため、ヨーロッパの共同復興という案が浮上したのである。

### 大戦の影響

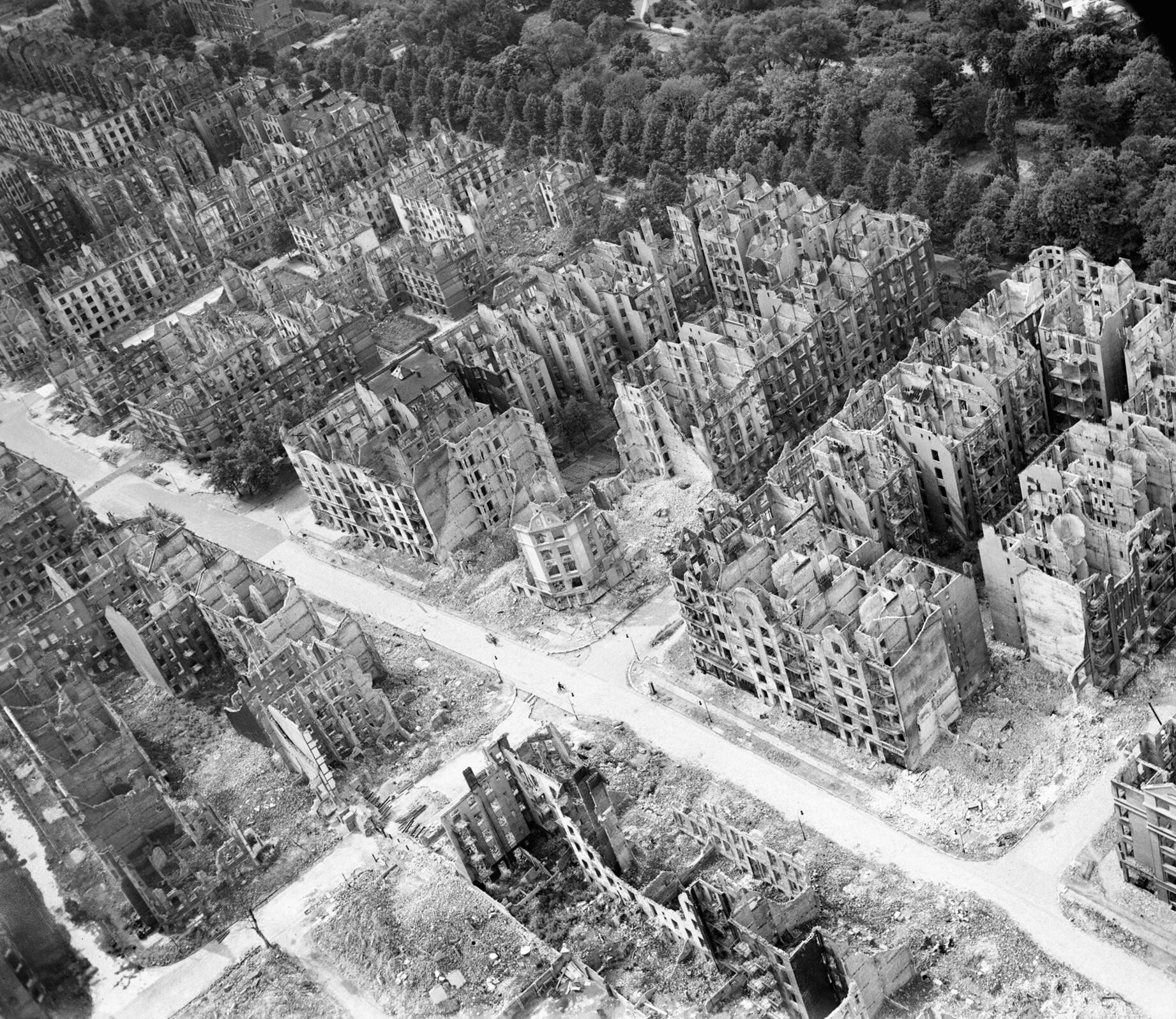
空襲で壊滅したハンブルク市街。同市はのちに「ドイツのヒロシマ」と呼ばれた

トルーマン演説以来、議員たちの間から400を超える質問が噴出した。これに答えるため国務省は、「ギリシャ・トルコ援助法案に関する質問と回答」と題する文書を作成し、議会に提出した。同文書はギリシャ・トルコ援助に類する援助を他の地域にまで拡大する予定は現時点では無いと回答していた。だがそれは、援助支出の増大を渋る議員らに対する便法に過ぎなかった。実際には、演説が行われた時点で既に、緊急の援助を必要とする国々を洗い出す作業は始められていたのである。
6年間に及んだ大戦はヨーロッパ全体に深刻な影響を及ぼしていた。1946年時点の鉱工業生産はイギリスが大戦前（1937年）の90パーセント、フランスが同じく73パーセントに留まり、敗戦国のドイツ（ソ連占領区域を除く）に至っては戦前の3分の1にまで落ち込んでいた。ヨーロッパ全体を見ると、1947年時点の農業生産は1938年水準の83パーセント、工業生産は88パーセントであり、輸出はわずか59パーセントに過ぎなかった。
1941年3月、アメリカは武器貸与法を成立させ、大規模対外援助への道を開いた。戦災地域の救済のため1943年11月に設立された連合国救済復興機関 (UNRRA) に対しては、アメリカは活動資金（約36億6000万ドル）の大半を拠出し、大戦終結後は英米金融協定に基づき37億5000万ドルをイギリスに貸し付けた。これらは暫定的な援助としてなされたものであり、国際通貨基金 (IMF) や国際復興開発銀行 (IBRD) を中心としたブレトン・ウッズ体制へ早期に移行できると期待されていた。しかし、これらの援助だけではヨーロッパ復興は覚束無いとする悲観的認識が次第に広がった。

## 源流
戦後のヨーロッパの枠組みやヨーロッパ復興の道筋に関しては、先に述べたバーンズのシュトゥットガルト演説を始めとする、多くの青写真が提示されてきた。そして、対ギリシャ・トルコ援助打ち切りの通告からマーシャルによるハーヴァード演説までの15週間に、アメリカ政府では対外援助のあり方について様々な検討がなされた。その結果マーシャル・プランの基本理念の形成に貢献する、いくつかの案が示されたのである。

### 3省調整特別委員会の報告
3月5日、国務次官アチソンはパターソンとフォレスタルに対し、国・陸・海3省調整委員会（State-War-Navy Coordinating Committee, SWNCC：国家安全保障会議の前身で、1944年に設置された。3省の次官補級官僚を構成員とする）を通じて、緊急の援助を必要とする国の選定を行うよう提案した。これを受けてトルーマン・ドクトリン発表の前日に当たる同月11日に第55回3省調整委員会が開催された。同委員会は対ギリシャ・トルコ援助の実施計画の検討を開始すると共に、委員会内に特別委員会を設置することを決定した。国務省内にはウィリアム・エディ（William Alfred Eddy）国務長官特別補佐官を委員長として、外国政府援助拡充委員会（Committee on Extension of United States Aid to Foreign Governments）が設置された。
4月21日、3省調整特別委員会は「合衆国による対外援助の政策・手続き・費用」と題する中間報告を提出した。
報告書は援助対象候補国の選定を世界的規模で行い、以下のリストを作成した。
- 今後数か月以内（in the next few months）にアメリカからの援助が必要であり、かつ望ましい地域

1. ギリシャ、2. トルコ、3. イラン - イタリア、4. 朝鮮、5. フランス（経済的理由ではなく政治的理由から）、6. オーストリア（講和条約の締結を前提として）、7. ハンガリー
- 現在は充足していると考えられるが、いずれ援助を要するであろう地域

1. イギリス、2. ベルギーおよびルクセンブルク、3. オランダおよびオランダ領東インド、4. フィリピン、5. ポルトガル、6. チェコスロヴァキア、7. ポーランド
- 長期的に見た場合の総合的な優先順位

1. 西半球（a. カナダ、b. ラテン・アメリカおよびフィリピン）、2. 中近東 - ヨーロッパ、3. 極東（フィリピンを除く）
- 既に援助の計画がある地域

1. カナダ、2. フィリピン、3. ラテン・アメリカ諸国、4. イラン、5. イタリア、6. 中国、7. ギリシャおよびトルコ
また1947年のアメリカの輸出超過を75億ドルと推定し、政府の対外支出48億ドルでは諸外国のドル不足を解消出来ないとして「危機的諸国の経済を地域的・世界的な貿易・生産体制に再統合すること」を経済政策の目標にすべしと主張した。
既に援助が計画されていた諸地域を除くと、この報告書が主にヨーロッパへの援助を重視していたことが判る。対象の中には東ヨーロッパ諸国（チェコスロヴァキア・ハンガリー・ポーランド）の名もあった。後述するように、これら3国はマーシャル・プラン発表当初、援助の受け入れに関心を示していた。その一方で、このリストにはドイツが援助対象として挙がっていない。また、緊急性の度合いという観点から援助対象を2種に分類し、政治的・軍事的危機を想定しているところにその特徴があった。
特別委員会の一員であったジョーゼフ・ジョーンズは、この中間報告が「直接的かつ有力な貢献をした」と評価した。ただし、最終報告が提出されたのは10月3日であり、ハーヴァード演説への影響をみる上で考慮すべきは中間報告までである。この中間報告が演説に及ぼした影響は限定的であったとみるのが妥当であろう。
なお、3省調整委員会から援助問題について意見を求められた統合参謀本部 (JCS) は、回答として指令文書「JCS 1769/1」を作成した。JCSは安全保障という観点から援助のあり方を考えており、チェコスロヴァキア・ハンガリー・ポーランドを援助対象から外すことを勧告すると共に、戦略的重要地域たる西ヨーロッパの、殊にドイツの経済復興を重視した。こうした点を踏まえてJCSが示した援助の優先順位はイギリス、フランス、ドイツ、イタリア、ギリシャ、トルコなどの順になっており、仏独協調の重要性が謳われていた。JCS 1769/1の見解は3省調整委員会に認められ、ハーヴァード演説の8日後にフィリップ・モズリー（Philip Mosely）委員長からマーシャルに伝えられた。

### 政策企画本部の報告
モスクワ外相会談から帰国したマーシャルは、4月28日にラジオ放送による帰国演説で会談結果を報告した。マーシャルは「医師らが熟考している間に患者は衰弱している」と述べ、ヨーロッパ経済の今後について危機感を露にした。
ラジオ演説の翌日の4月29日、マーシャルはケナンを招き、国務省内に政策企画本部（Policy Planning Staff、PPS）を新設してケナンを本部長に据えることを伝えると共に、ヨーロッパ再建問題の分析と行動指針の勧告を含む文書を作成するよう指示した。ケナンは5名の部下と共に、連日非公式の検討作業を繰り返した。5月15日に政策企画本部内で行われた討議では、対ギリシャ・トルコ援助が決定した今にあっては、最大かつ決定的な問題は西ヨーロッパにあること、問題は政治的・経済的なものであって、軍事的なものでないことなどを確認した。
これらの基本方針がアチソンに了承されたのを受け、政策企画本部は5月23日に組織として最初の報告書となる政策企画本部文書第1号「アメリカの西ヨーロッパ援助に関する政策―政策企画本部の見解」を提出した。表題からも明らかなように、この報告書はヨーロッパの中でも「西ヨーロッパ」の経済復興を主眼としていた。
報告書は4節8項目からなる。まず総論（第1節）において、報告書はヨーロッパの危機の根源を共産主義の活動ではなく戦争の破壊的結果に求める姿勢を明確にした。即ちアメリカは「ヨーロッパ社会をしてあらゆる全体主義運動の餌食になりやすくしており、かつ、いまそこをロシア共産主義がつけ入りつつある経済的適応性のまずさに対する戦いを目ざさねばならない」（第2項）。
このような状況認識に基づき、援助に際して考慮すべき問題を短期（第2節）と長期（第3節）の2種に分けて考察した。
短期的問題とは、工業用燃料の生産・供給に対する不安である。これを解決する手段として報告書が提起したのが、豊富な埋蔵量を持つドイツ炭の生産能力を回復軌道に乗せ、ヨーロッパの消費地に供給するという構想である。これが実行されればアメリカの問題解決能力をヨーロッパに示すことができるとした。同時にイタリアへの緊急援助（3億5000万ドル）をも提言している（第5項）。
長期的問題とは、アメリカは西ヨーロッパ復興のために援助をいかなる形で供与すべきかという問題である。報告書はこの問題をさらに2分し、ヨーロッパの復興計画とアメリカによる援助計画の2つについて検討した。前者については、計画の策定はヨーロッパの側が主導する、ヨーロッパ諸国の共同計画とする、計画策定作業にはアメリカが関与する、国連機関を最大限に活用するなどの条件を列挙した（第6項）。後者については3省調整特別委が政策企画本部と連携しつつ、アメリカの対外政策の研究を継続すること、アメリカの政策立案に際しては早期にイギリスと非公式かつ秘密裡に協議しておくことが必要であるとした（第7項）。
なお、援助の実務を担当する国際連合機関として、報告書は欧州経済委員会（Economic Commission for Europe, ECE）を候補に挙げた。ECEは国際連合経済社会理事会が下部組織として設置したばかりの機関で、アメリカ・ソ連・国際連合加盟のヨーロッパ諸国で構成されていた。ソ連や東ヨーロッパが参加する以上、ECEを実施機関とすれば議事進行に困難が伴うと予想されたため「提示された条件の受諾を望まず自ら脱退するか、あるいは各国経済における排他的志向の放棄に合意するか」のいずれかをソ連の衛星諸国に選択させることをECE活用の条件とする案を示した。
最後の第4節で報告書は、トルーマン・ドクトリンが2つの誤った印象を惹起しているとして、これらを払拭するよう求めた。その印象とは、第1に「世界問題に取り組むアメリカの態度は、共産主義の圧力に対する防衛的反応であり、また他の諸国の健全な経済状態を復興しようとする努力は、この反応の副産物に過ぎず、たとえ共産主義の脅威がなくとも、われわれが関心を持たねばならないような性質のものではない」という印象、第2に「トルーマン・ドクトリンは、共産主義者が成功を収める気配を見せている世界の地域に対して、経済的・軍事的援助を与える白紙委任手形である」という印象である（第8項）。

### クレイトンの覚書
国務省内では援助の方針を決定するための首脳会議を5月28日に開催することが決定し、政策企画本部文書第1号がその材料として供されることとなった。しかし会議の前日になって新たな文書が提出され、首脳らの注目を集めた。執筆者は、初代経済担当国務次官ウィリアム・クレイトンである。
1947年4月8日から10月30日までクレイトンは、ジュネーヴで開催された第2回国連貿易雇用会議準備委員会（Preparatory Committee of the United Nations Conference on Trade and Employment）のアメリカ代表として出席していた。この委員会は、国際貿易機関（International Trade Organization, ITO）憲章の最終案の確定および関税の相互引き下げ問題を議題として開催されていた。また5月にはECEの創設会議が開催され、そこにもクレイトンが参加していた。
クレイトンはアメリカの関税を1945年水準の50パーセントにまで引き下げる権限を手にして委員会に臨んだが、イギリスは経済危機を理由として特恵関税制度の廃止に強硬に反対した。5月に至るとアメリカ議会が国内の毛織物産業保護の為毛織物の輸入関税引き上げ案を可決したが、これがイギリスとオーストリアの反発を招き、会議は暗礁に乗り上げた。
事態収拾のため5月19日に一時帰国したクレイトンは、約1か月にわたるヨーロッパ視察の結果をまとめ、5月27日に覚書「ヨーロッパの危機」を提出した。
覚書は10項目の指摘事項からなる。クレイトンはヨーロッパの危機の根源を大戦による経済の荒廃に求めると共に、それが生産に及ぼす影響(産業の国有化や急激な土地改革・通商関係の断絶・私企業の消滅など)に関してはこれまで充分考慮されてこなかったと指摘した（第1項）。さらにクレイトンは、以下のように主張した。
最後にクレイトンは、｢我々は別のタイプのUNRRAに陥るのを避けねばならない。合衆国がこのショーを仕切らねばならない｣（第10項。強調は原文）と述べ、国際機関を通じての援助を否定した。

### 国務省首脳会議
5月28日、国務省の首脳会議が開催され、長官のマーシャル以下、アチソンおよびクレイトンの両次官、国務省顧問コーエン、国務長官特別補佐官ボーレン、経済問題担当国務次官補ソープ（Willard Long Thorp）、政策企画本部長ケナンらが出席した。会議では、政策企画本部の報告書とクレイトンの覚書とについての検討が中心議題として取り上げられた。
討議は主に以下の3点を巡って展開された。
1. ソ連主導下の東ヨーロッパ諸国を援助対象に含めるか否か。
2. アメリカとヨーロッパのいずれが援助計画作成作業を主導すべきか。
3. 援助計画の実施時期と実施機関をどうするか。

援助対象地域については、アメリカがヨーロッパ分裂の責めを負うべきではないという点では全員が一致していた。しかし、それが東ヨーロッパ諸国の参加の容認を意味するのか否かに関しては、ケナンとクレイトンはやや見解を異にしていた。ケナンは参加国を特定する表現はとらず、ソ連が好意的な気配を示せば参加を容認する用意があるとして、｢我々の手でヨーロッパに分割線を引く気はない｣と語った。これに対してクレイトンは「西ヨーロッパは東ヨーロッパにとって不可欠であるが、逆は真ならず」と語り、無理に東欧を含める必要はないとの立場を明らかにした。そして、東ヨーロッパの石炭や食糧は西ヨーロッパの復興にとって重要であるが、ソ連が東ヨーロッパを軍事的に支配しない限り、東ヨーロッパは外貨獲得のためにそれらを西側に輸出せざるを得ないが故に、東ヨーロッパを抜きにしてもその資源を活用できるとした。結局「計画は、東ヨーロッパ諸国が自国経済の排他的に近いソヴィエト志向を放棄すれば参加できるような条件で立案されるべきである」との結論に至った。東ヨーロッパにとって厳しい条件が付せられてはいるが、この時点では未だヨーロッパ分裂は固定的には理解されていなかったことが判る。ただし、実施段階では東ヨーロッパからの参加国は現れず、アメリカも無理に東ヨーロッパ諸国を引き入れようとした形跡もないことから、ソ連と事を構えてまで東ヨーロッパを抱き込む意志は無かったと考えてよいであろう。
計画の主導性については、ケナンは先に提出した報告書「PPS1」に則り、ヨーロッパに主導権を付与すべきであると主張したが、コーエンやソープは、ヨーロッパは各国の意見を調整する資質に欠けており、統一的計画を作成出来るとは考え難いとして、アメリカが実質的な責任と主導権を掌握した上で計画を進めるべきであると強調した。クレイトンもアメリカが一定の影響力を保持すべしとの考えであった。この件に関して、首脳会議がいかなる結論に達したのかは明らかではないが、その後の推移を見る限り、ヨーロッパの自主性を尊重しながらも動向を注意深く観察するといった折衷案が採用されたものと推察される。
実施機関について、殊にECEを実施機関とすべきか否かについても意見が割れた。クレイトンは、ECEはソ連の妨害が懸念されるため「全く利用出来ない」と断じ、英仏伊およびベネルクスの計6か国による代表との予備的議論の場を持つよう提案した。これに対しては、国際連合機関を迂回すれば世論の反発を招いて計画が頓挫するおそれがあるため、最初だけでもECEに付託すべきであるとの反論が挙がった。これについても結論は詳らかにされていないが、ケナンが「ECEをヨーロッパ復興計画のセンターとして利用したいと希望していたわれわれは、ウィル・クレイトンがヨーロッパから帰国して、ECE第1回会議でのソビエト代表の行動について報告すると、深刻な挫折感を味わった」と回想していること、そしてECEが援助任務を担うことが遂になかったことを考慮すると、クレイトンの主張が通ったものとみられる。
こうした紆余曲折の末、マーシャルは援助計画の発表に臨んだのである。

## 演説

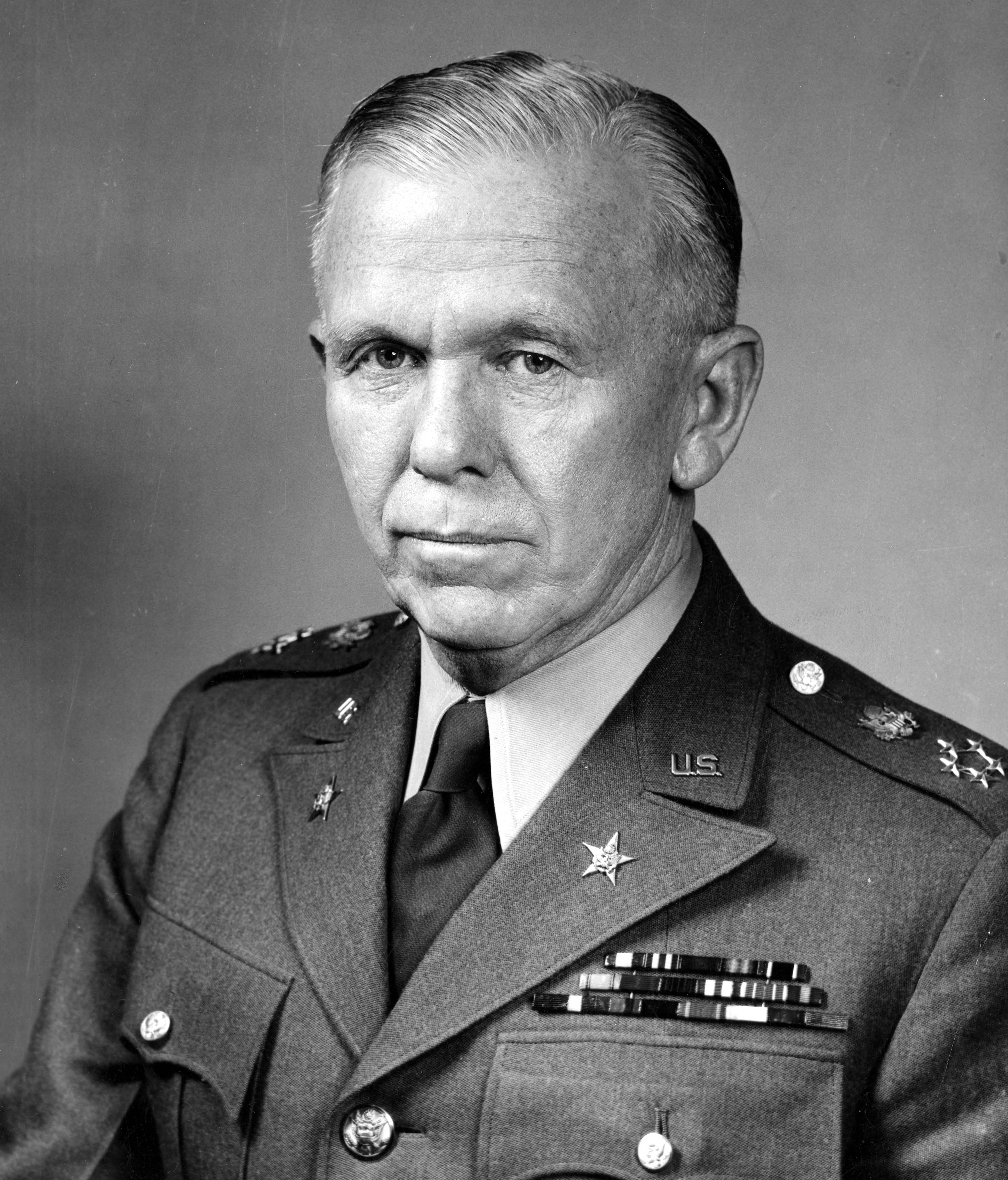
第50代アメリカ合衆国国務長官ジョージ・マーシャル

ハーヴァード大学はマーシャルに対し、戦時中に彼が成した功績を顕彰して法学博士の名誉学位の授与を申し出ると共に、学位授与式の際に記念講演を行うようかねてより打診していた。これを受諾したマーシャルはボーレンに、ケナンやクレイトンの覚書を下敷きにして演説文を起草するよう命じた。6月2日に書き上げられた草稿は、アチソン、クレイトンによる内容確認とマーシャルによる若干の修正を経て、演説の場に持ち込まれた。
6月5日、マーシャルは大学構内に建つメモリアル・チャーチの階段に登壇し、記念講演を行った。この講演でマーシャルは、欧州援助計画の構想を初めて公にした。
「世界情勢が非常に深刻であることは言うまでもない」と切り出したマーシャルは、「問題が極めて複雑であるがために」一般国民にはこの深刻な事態の把握が困難になっているとして、まず援助を行う理由即ちヨーロッパの危機的状況について説明を始めた。

### 要旨
マーシャルの演説の要旨は以下の通り。
- ヨーロッパの現状について

先の大戦は「物理的な生命の損失や、都市・工場・鉱山・鉄道などの目に見える破壊」のみならず、ヨーロッパの経済構造全体を混乱に陥れたということがこの数か月の間に明らかになった。「長年の通商関係や民間の諸制度・銀行・保険会社・海運会社は、資本の喪失・国有化による吸収または純然たる破壊によって消滅した」。
また通貨に対する信用が低下しており、農村は食糧を、都市は日用品をそれぞれ生産し、互いに交換し合うという近代的分業体制が崩壊の危機に瀕している。ヨーロッパ各国の政府は、外貨を食糧や燃料の輸入に充てざるを得ず、それゆえ「復興のために緊急に必要とされる資金が消尽してしまう」。
ヨーロッパが今後3年から4年間に必要とする外国産(主にアメリカ産)の食糧と必需品の量は支払い能力をはるかに上回っているので、「相当の追加援助が無ければヨーロッパは非常に由々しき経済的・社会的・政治的破局に直面せざるを得ない」。この悪循環を打破し、今後の経済動向に対する自信を回復させることこそが問題解決のために必要である。そして通貨の価値と信頼性を回復させ、商品交換を促進させねばならない。
- 援助のあり方について

「我々の政策は特定の国家や主義に対してでは無く、飢餓・貧困・絶望・混乱に対して向けられている。その目的は自由な制度が存在し得る政治的・社会的な諸条件の出現を許容するような、活発な経済を世界に復活させることである」。復興援助は、危機が起こるたびに小出しになされる類のものであってはならない。「いかなる政府も、この復興事業に協力する気があるならば、アメリカ政府の全面的な協力が得られることを保証しよう。いかなる政府も、他国の復興を妨害しようと画策するならば、我々の援助は期待出来ない」。
アメリカはヨーロッパ復興のために可能な限りの支援をするが、計画の立案はヨーロッパ自身が率先して行うべきである。また、「計画はヨーロッパの全国家とは言わないまでも、相当数の国家の賛同を得た共同の計画でなければならない」。
援助計画を成功させるためにはアメリカ国民の理解が必要である。「歴史が我が国に対して明確に課した重大な責務に、アメリカ国民が展望と自発性とをもって向き合うならば、先程述べた困難の数々は克服されるであろう」。

### 特徴
マーシャルはこの短い演説の中で、アメリカがヨーロッパから遠く離れているからといって、ヨーロッパの混乱を対岸の火事と捉えてはならない旨を述べ、援助に対する国民の理解を求めている。しかしその内容は極めて抽象的で、どの国にどの程度の援助をどの程度の期間供与するかは明らかではない。わずかに「今後3年から4年間」に及ぶ大規模援助の必要性を示唆する箇所がある他は、援助に関する具体的な数字は一切存在しない。3月に行われたトルーマン演説では、ギリシャおよびトルコへ4億ドルを援助する用意があるとしたが、マーシャル演説では漠然と「ヨーロッパ」に援助を行うと述べたに過ぎず、金額に至っては全く言及していない。一見すると曖昧模糊とした内容ではあるものの、この演説からはいくつかの大きな特徴が読み取れる。
マーシャル演説は援助の目的を「自由な制度が存在し得る政治的・社会的な諸条件の出現を許容するような、活発な経済を世界に復活させること」と規定し、自由主義経済に基づく復興が理念の根底に存在することを匂わせている。しかし同時に特定の国家や主義では無く「飢餓・貧困・絶望・混乱」を打倒することを強調し、援助がソ連や共産主義を敵視するが故になされるわけではないと解し得る表現となっている。さらに援助の対象は「ヨーロッパ」としており、東ヨーロッパひいてはソ連をも含むかのような雰囲気を帯びていた。ただし「他国の復興を妨害しようと画策する」政府をアメリカは認めないとする一文を挿入して、注意深く釘を刺している。
計画作成に際してのヨーロッパの主体性を尊重していたことも大きな特徴である。計画が失敗した場合にアメリカが責めを負わずに済むようにしたと捉えることもできるが、自力で復興作業を行うという明確な指針をヨーロッパに与える為とも考えられる。演説に具体的な数字が盛り込まれなかったのは、まず欧州の側が計画を立案し、然るのちにアメリカが実施の可能性を検討するとした為であると解釈し得る。
さらに援助は各国が個別に受けるのではなく、「相当数の国家の賛同を得た共同の計画」に基づいて実施されるべきであることを説いている。ここには、欧州各国間の対立を和らげることが世界の安定に資するという考えや、あらかじめ援助の配分について調整させることで、各国による援助の奪い合いを避けるという考えが反映されている。
また内容こそ明示されていないものの、あくまで経済援助を実施しようとしていることが読み取れる。演説のおよそ半分はヨーロッパ経済が直面する問題の分析に充てられており、軍事顧問団の派遣や武器供与を提案したトルーマン演説とは大きく調子が異なるが、これは「武装した少数者や外部の圧力」ではなく「ヨーロッパの経済構造全体の混乱」を危機と捉える認識に由来していた。目的が変化したのに伴い、援助の方法も軌道修正が図られたといえる。
ただし、マーシャル演説はトルーマン演説と完全に断絶した政策方針という訳では決してない。経済問題が重視されたのも、共産主義の浸透を防止するためには、軍事援助や反共思想の宣伝といった直接的な手段よりも、ヨーロッパ経済の健全性回復を通じて共産化に対する抵抗力を涵養することの方がより有効であると判断されたからであることに留意しなければならない。

### ケナンとクレイトンの影響
前述の通り、演説の草案はケナンを長とする政策企画本部の報告書(PPS1)およびクレイトン覚書を基に作成されており、上に挙げた諸点にも両者の見解が大いに反映されている。
クレイトンは覚書の冒頭のヨーロッパの現状について「我々は物質的荒廃については理解していたが、経済的混乱が生産に及ぼす影響を充分計算に入れることには失敗した」と書き、その影響として「産業の国有化」や「通商関係の断絶」などを例示した。そして、「近代的分業体制がほとんど崩壊した」ヨーロッパにとって、消費財の流通と現地通貨への信頼性回復が必要であり、アメリカからの援助が無ければ「経済的・社会的・政治的崩壊がヨーロッパを沈めてしまう」と説いている。これらの主張は、まさにマーシャル演説が援助を必要とする前提として挙げた諸点と符合する。また、「（ロシアからではなく）飢餓と混乱からヨーロッパを救うために」援助が必要であるという指摘は、演説の「我々の政策は、特定の国家や主義に対してでは無く、飢餓・貧困・絶望・混乱に対して向けられている」との表現と対応している。
PPS1がヨーロッパ復興に関する長期的問題について触れた件（くだり）では、アメリカ政府が「西ヨーロッパを経済的に自立させる為の計画を一方的に立案する」ことは「妥当でも有効でもあるまい。それはヨーロッパの人々の仕事である」とし、「主導権はヨーロッパから発揮されねばならない」こと、アメリカの役割は計画立案に対する友好的な支援と、作成された計画の支持とからなるべきであること、「計画は西欧のいくつかの諸国家によって合意された共同の計画でなければならない」ことなどを強調した。
これらの主張はほぼそのままの形でマーシャル演説に反映された。ただしPPS1が「西ヨーロッパ」とした部分は、演説では「ヨーロッパ」となっている。PPS1には、復興計画は「恐らく全ヨーロッパ(西ヨーロッパのみならず）に向けた提案として」進められるであろうとの記述がみられること、また国務省首脳会議がソ連と距離を置くよう東ヨーロッパに求める結論を出したことを考慮すると、マーシャル演説が「ヨーロッパ」を援助対象としたのは建前に過ぎなかったと捉えることができる。

## ヨーロッパの反応

### 英仏首脳会談
マーシャルの演説内容はBBCのラジオ放送によってイギリスにもたらされた。ラジオを聞いたイギリスの外務大臣アーネスト・ベヴィンは直ちに行動を開始した。ベヴィンは翌日に首相クレメント・アトリーと面会し、援助の受け入れについて協議した。この時点では、ハーヴァード演説がアメリカの国策としてなされた提案なのか否かすらも明確でなかったが、アトリーは援助受け入れを即断し、本件に関する事務をベヴィンに一任した。これを受けてベヴィンは駐フランスイギリス大使ダフ・クーパーに電報を打ち、フランスの外相ジョルジュ・ビドーとの会談の段取りを整えるよう命じた。
英仏首脳会談は6月17日からパリで開催された。両国は共に援助の詳細を決めるに当たって主導権を掌握し、自国の存在感を高めたいとの思惑を持ちながら会談に臨んだ。
イギリス大使館で開催された初日の会談で両国はマーシャルの提案を受け入れることで合意し、作業委員会を早急に設置することとした。同時にベヴィンは国際連合の組織を通じて援助を実施するように見せつつ、実際には国際連合を迂回することが必要だと主張し、ビドーもこれに同意した。援助実施機関を国際連合の組織とすれば、国際連合加盟国であるソビエト連邦が妨害工作を行うのではと懸念した為であった。
2日目の会談は場所をフランス外務省に移して行われた。この日の主要な議題は、ソ連に対する扱いをどうするかであった。フランスのポール・ラマディエ首相とビドーは、議論を進めるためにはソ連との協議が必要であると語り、ベヴィンも反対しなかった。続けてビドーが、次回の会談をモスクワで行うことを提案したところ、ソ連の協力に懐疑的なベヴィンは「クレムリンから肘鉄を食らうためにモスクワに行くのは御免被りたい」 と難色を示した。
この結果、英仏はソ連をパリに招いて会談を行うことで合意した。しかし新聞発表の際には開催地を明かさず、英仏外相の連名でソ連に宛てて書簡を送り、ロンドンかパリかをソ連に選ばせることにした。同時にベヴィンはソ連が不参加もしくは日和見の態度を表明した場合、直ちに準備委員会の設立に着手することを提案した。

### 英仏ソ外相会談
ソ連は英仏の求めに応じ、外相ヴャチェスラフ・モロトフをパリへ派遣することが決定した。これを受けてイギリス・フランス・ソビエト連邦の3か国による外相会談が6月27日からパリで開催された。会談前日にパリに到着したモロトフは、英仏がソ連のあずかり知らぬところで如何なる合意に到達しているのかとビドーに尋ねた。モロトフは会談初日にも、ハーヴァード演説以上の内容を英仏が入手しているのではないかと質問した。ベヴィンとビドーはモロトフが知っている以上のことは何も無いとして、疑念の払拭に努めた。
だがモロトフの疑惑は必ずしも故無きものでは無かった。アメリカは外相会談直前にクレイトンをロンドンへ派遣し、アトリーとベヴィンを始めとする与党の労働党首脳と事前協議を行っていた。クレイトンは、対イギリス援助はヨーロッパの共同計画の中で扱われること、対ソ援助はソ連が大幅な政策転換をしない限り行われないであろうことを言明していた。
続いてモロトフは、アメリカが用意している援助額は正確にはいくらなのか・この援助をアメリカ議会が可決するか否かについて問うた。これに対してベヴィンは、「借り手である我々がアメリカに対して条件を付すことは出来ない」「民主主義社会では行政府は立法府に関与することは出来ない」と切り返した。その後3者は以下の諸点を巡って議論を戦わせた。
- 計画の作成方法について。英仏がハーヴァード演説の趣旨に基づき、全ヨーロッパが共同で計画を作成することを求めたのに対し、ソ連は「小国が大国に従属する結果を招く」として反対し、ヨーロッパ各国が必要な援助額を個別に算定し、その合計額をアメリカに提示する方法を主張した。
- 情報の開示について。共同計画の策定を主張する英仏は、その前提として各国が保有する資源の現況を調査する必要があるとしたが、ソ連はこれを経済主権の侵害であるとして頑強に反対した。
- 参加国の範囲について。英仏はフランコ独裁政権下のスペインを除く全ヨーロッパを援助対象とする案を提示したが、ソ連はヨーロッパの「連合国」に限定すべきであるとした。

援助計画を大いに警戒していたソ連は、東ヨーロッパ諸国が援助を切望している状況をも認識していた。ビドーによれば、モロトフの発言には曖昧なところがあったという。しかし3日目の会議の席上でスターリンからの指令と思しきメモがモロトフの元に届けられると、モロトフは共同計画に繰り返し反対の意を示した。
最終日にモロトフは、この援助計画はヨーロッパ諸国に対する内政干渉であり、計画執行のために設置される委員会は各国を支配するための道具に過ぎないと指弾した。ベヴィンはヨーロッパ各国に招請状を出すつもりであることを告げた。
こうして3国外相会談は決裂した。英仏両国はヨーロッパ側の受け入れ態勢の確立に向け動き出した。なおソ連が計画を拒絶した理由として、以下の諸点が挙げられる。
- 共同計画は一国単位での経済政策を進めるソ連の方針と相容れなかった。加えてソ連は極度の統制経済を奉じており、諸外国との貿易は国家が独占的に行うと共に、金や外貨の準備高を始めとする重要な統計資料を秘匿していた。全ヨーロッパが共同で計画を策定するためにはこうした情報の開示が不可欠であるが、これを公開すればソ連経済の厳しい内情が露見するおそれがあった。
- ソ連は緩衝地帯を出来るだけモスクワから離れたところに置くために、東ヨーロッパを勢力圏として抱える必要があった。また経済再建を順調に進めるためには東ヨーロッパ諸国(とりわけチェコスロヴァキアやポーランド)の存在は重要であった。援助計画に東ヨーロッパが参加すれば、ソ連と東ヨーロッパとの紐帯は弱まり、また西部ドイツからの賠償も停止するおそれがあった。
- ソ連は援助計画がヨーロッパに対するアメリカの影響力強化を招くことを懸念した。これまでアメリカはモンロー・ドクトリンに基づき、ヨーロッパ情勢には積極的に関与しなかったが、今回の援助が実施されれば、ヨーロッパに対して大きな恩を売ることになり、ヨーロッパ進出に向けた橋頭堡を築くことができる。それはソ連の経済や安全保障に悪影響を及ぼすと考えられた。

### 東ヨーロッパの離脱（モロトフ・プラン）
3国外相会談後に英仏両国は分割占領下のドイツ・フランコ統治下のスペインと、アンドラ、リヒテンシュタイン、モナコ、サンマリノといった小国家群を除くヨーロッパ22か国に対し、ヨーロッパ復興会議への招請状を発した。東ヨーロッパからはチェコスロヴァキア・ハンガリー・ポーランドが参加を希望した。
ソ連は東ヨーロッパ諸国に対し、この会議に参加した上でアメリカの意図を批判し、可能な限り多くの諸国を翻意させる戦術を採るよう指示したが、西ヨーロッパ諸国との関係が深かったチェコスロヴァキアは、7月7日の閣議でマーシャル・プランの受け入れを決定した。ソ連は先の方針を撤回し、受諾会議への参加をしないよう東ヨーロッパ諸国に訓令した。同時に、ソ連はチェコスロヴァキア首脳との会談を要求した。チェコスロヴァキアの首相ゴットヴァルト(Klement Gottwald)・外相マサリク・内相ドルティナは急遽モスクワへ飛んだ。
会談は7月10日の深夜0時半という遅い時間に始まった。当初スターリンはチェコスロヴァキアの置かれた状況に理解を示すかのような態度を見せ、ソ連が会議に参加する可能性をも示唆した。しかし話が進むにつれてその態度は硬化し、ゴットヴァルトに対して「あなたがたはソ連を孤立化させる企てに参画するのか」と詰問するに至った。
ゴットヴァルトは、チェコスロヴァキアが原材料輸入の6割から7割を西ヨーロッパに依存している現状を挙げながら外貨不足について説明し、ソ連側の理解を求めた。これに対してスターリンは、傍らのモロトフに目をやりながら「あなたがたには十分あるでしょう」と笑ったという。会談はソ連側の思惑通りに進み、ゴットヴァルトらは当初の閣議決定を曲げることとなった。
この会談を受けて、プラハでは10日午後1時から緊急会議が開催された。国民党などは会議への参加を強硬に主張したが、ゴットヴァルトはモスクワから再三にわたって電話を入れ、早急に会議不参加の政府決定を下すよう指示した。午後8時、ゴットヴァルトの指示通り不参加の方針が正式に決まった。この結果既ににヨーロッパ復興会議参加のために出発していた代表団は、パリに降り立った直後に帰国命令を受け、蜻蛉返りをせざるを得なかった。
またソ連はハンガリーに対して「ハンガリーが会議に出席した場合、ソ連はハンガリーへの賠償請求額を吊り上げる。またソ連領内に残るハンガリー人捕虜の送還を中止する」と通告した。同様にソ連の圧力を受けた東ヨーロッパ諸国や、国境を接するソ連と微妙な関係にあったフィンランドも参加しなかった。
ソ連は東ヨーロッパ各国との間に相互通商協定である通称「モロトフ・プラン」を締結して東ヨーロッパとの紐帯を強化し、アメリカや西ヨーロッパに対抗した。なお、ユーゴスラヴィアはソ連と決別後の1949年以降アメリカから援助を受けている。

### CEEC設置

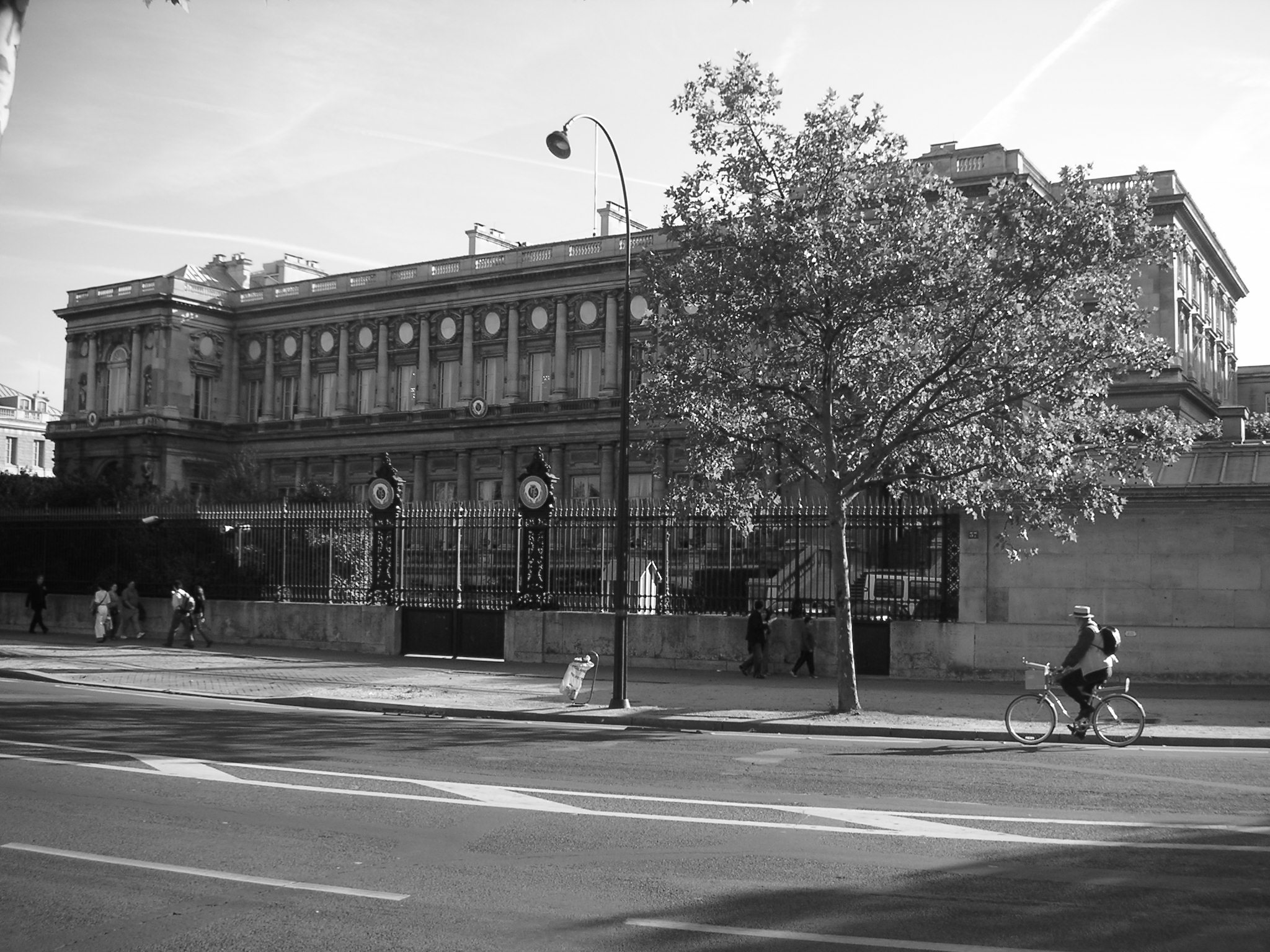
フランス外務省本庁舎。欧州復興会議の舞台となった大会議場は、第一次世界大戦の講和会議が開催された由緒ある場所である

東ヨーロッパ諸国の不参加の結果、最終的に会議への参加を表明したのは14か国となった(オーストリア、ベルギー、デンマーク、ギリシャ、アイスランド、アイルランド、イタリア、ルクセンブルク、オランダ、ノルウェー、ポルトガル、スウェーデン、スイス、トルコ）。
これら14か国に発起人の英仏両国を加えた16か国の参加の下、7月12日に第1回ヨーロッパ復興会議がフランス外務省庁舎内の大会議場で開催された。ソ連や東ヨーロッパ諸国が参加しなかったことにより、ヨーロッパの東西分裂を強く印象付ける会議となった。
同会議は参加16か国をもって構成国とする欧州経済協力委員会（Committee for European Economic Co-operation, CEEC）の設置を決議した。委員長には、イギリスの外交官オリヴァー・フランクス（Oriver Franks）が就任した。
また、復興会議はCEECの任務や性格について、次のような決議をした。
- CEEC内には執行委員会と専門委員会を置く。執行委員会はイギリス、フランス、イタリア、オランダ、ノルウェーの5か国からなる。また専門委員会は食糧、農業、鉄鋼、輸送、燃料、動力の各分野に関する小委員会からなる（後に木材・労働力の分野を追加）。
- CEECは国連機関を始めとする既存の国際機関との関係を緊密にする。
- CEECは報告書作成のためにアメリカの助力を求める[注釈 23]。

CEECは9月1日までに報告書を策定することを期して、必要とする援助額の算定を開始した。アメリカとも頻繁に事前協議を行ったが、調整作業は難航した。アメリカはドイツの潜在的経済力をヨーロッパ復興のために活用することを考えていた。イギリス・アメリカ占領区域の統合を進めることで合意していた米英両国は、同区域内での通貨統合を実現した。7月12日には、前年3月に連合国ドイツ管理理事会が設定していた、「西部ドイツの工業水準の上限を1936年時点の70パーセントから75パーセントに制限する」との規定を撤廃し、上限を100パーセントに引き上げることで米英間の合意がなされていた。しかしフランスは国内にドイツの軍事力強化を懸念する声が強く、また賠償に充てられる資金の削減を招く可能性があることから、保守・革新を問わず反対が予想されるとして、この合意案に強く反発した。アメリカは8月22日から開催された米英仏3国会談で、ドイツの工業水準引き上げの代償としてフランスに発言権を付与することで妥協した。
議論は援助を必要とする額の算定を巡っても紛糾した。CEECは西部ドイツや属領をも含めた全参加国のアメリカ大陸全体に対する貿易赤字は、1948年から1951年までの間に282億ドル、うち対アメリカ赤字は199億ドルになると試算した。しかしこれはアメリカ側の予想をはるかに上回る額であった。ここに至ってアメリカはヨーロッパの自主性尊重という建前を破り、計画策定作業に直接介入した。
9月上旬にアメリカはCEEC参加各国に対して共同で不足額を削減することと、またITO憲章の理念に違背する貿易障壁を打破し、かつ国内通貨を安定させる方策を盛り込むことを要求した。さらにイギリスには、ドイツの英米統合占領区域を確実に復興計画に含めるよう求めたのである。この為OEECは復興計画の練り直しを余儀無くされた。結局報告書は当初の期日である9月1日には間に合わず、9月22日に完成をみた。

### CEEC報告書
報告書は前文および本文8章からなり、参加16か国・西部ドイツ・各国の植民地・保護領を対象とした4か年計画として策定された。その要旨は以下の通りである。
ヨーロッパ内の食糧・木材供給地域の壊滅・貿易の中断・財政の不均衡・東南アジアからの食料・工業用原料供給の不足などにより、ヨーロッパは疲弊している。これらが第二次大戦によってもたらされたのは明らかである。大戦は世界第2位の富を有するヨーロッパに深刻な打撃を与え、巨額のドル不足を招いた(第1章)。
故に各国が自国産業を戦前の水準以上に回復させる一方で、域内での経済協力を推進して輸出競争力を拡大し、ドル不足を是正する必要がある。より具体的には、既存の物的・人的資源の活用、生産設備の近代化、インフレ抑制などの対策を講じることが重要である。これらの施策により国内の財政安定に努め、将来的には各国通貨の交換性回復を目指す。また、現在は域内の通商が制限されているが、生産回復などによって条件が整った時にはこれを遅滞無く撤廃し、多角的貿易体制を確立する。ヨーロッパ関税同盟については今後可能性を検討する。
参加各国は輸入の45パーセントをアメリカ州に依存していたが、東南アジアや東ヨーロッパからの供給減少によって今後対米依存度が高まり、ドル不足を拡大させるおそれがある。これを改善させるためには、アメリカからの援助が必要である。特に、初年度の援助が決定的に重要な意味を持つ。そして9月22日にCEECの報告書はヨーロッパ復興委員会の全体会議に提出された。全体会議は報告書を承認し、国務省に送付した。アメリカとの対立がみられた不足額の算定に関しては、4年間で224億4000万ドル(1948年80億4000万ドル・1949年63億5000万ドル・1950年46億5000万ドル・1951年34億ドル)と推計し、国際機関からの援助を除くと193億1000万ドルになるとした。なお、通貨の交換性回復に関しては、7月にイギリスが英米金融協定の規定に基づきポンドの交換性回復を宣言したしかし多額の資本流出を招き、わずか1ヶ月余りで交換性の再凍結を余儀無くされた。対してベネルクス3国は10月にいち早く関税同盟を結成し、翌年発効に漕ぎ着けた。

## アメリカの動向

### 3つの委員会
一方アメリカ側も援助の規模について独自の調査をしていた。ハーヴァード演説から半月余りの6月22日にトルーマンは3つの大統領諮問委員会の設置を発表した。
1. 内務長官ジュリアス・クルーグを長とする委員会。アメリカの保有資源の現況について調査すると共に、対外援助がアメリカの安全保障や国民生活にいかなる影響を及ぼすかを検討した。
2. 大統領経済諮問委員会委員長エドウィン・ノースを長とする委員会。対外援助がアメリカの消費や物価に与える影響について調査した。
3. 商務長官アヴェレル・ハリマンを長とする委員会[注釈 27]。アメリカが供与しうる援助量の上限はどの程度かという問題などについて検討した。同委員会は前2者と異なり、実業家や学者など民間人で構成されていた。

クルーグ委員会は援助が行われた場合、国内の小麦・鉄鋼・石炭などの供給量が一時的に不足するが、5年間のうちに原状回復させることが可能であるとして、アメリカは巨額の援助に耐えられるとの見解を示した。ノース委員会も同様の結論に達し、対外援助は国債の新規発行や増税を伴うことなく遂行出来るとした。
ハリマン委員会は、アメリカ・ヨーロッパ間の輸出入の不均衡を是正するためには、インフレのおそれがあろうとも援助が必須であると勧告すると共に、援助の条件として民主主義の保持を挙げたことに特徴があった。また、1948年から1951年の4年間に西ヨーロッパがアメリカ大陸に対して負うであろう負債額を120億ドルから170億ドル、うち1948年分を70億ドル（各種の融資が行われる可能性を考慮した場合は57億5000万ドル）と見積もった。

### アメリカ議会
下院は上記の3委員会とは別にクリスティアン・ハーターを長とする対外援助特別委員会、通称ハーター委員会を独自に設置し、2か月にわたってヨーロッパを視察するなど調査活動を行った。他の議員団もヨーロッパに渡っており、その中には若きリチャード・ニクソンの姿もあった。CEECが報告書を完成させたことにより、援助に関する焦点はアメリカ議会が承認する援助の金額や期間がどの程度となるかに移った。

#### 緊急援助
この頃、フランス・イタリア両国では国際収支が悪化し、外貨が年内にも底を突くとの観測が流れた。夏の旱魃のために穀物生産も激減し、駐アメリカ合衆国イタリア大使アルベルト・タルチアーニはアチソンの後任の国務次官ロバート・A・ラヴェットに対し、このままでは11月の輸入手当も行えなくなってしまうと窮状を説明した。
これを受けてアメリカの大統領トルーマンは10月23日に特別議会を招集し、フランス、イタリア、オーストリアの3か国に対する緊急援助として、1948年3月末までに5億9700万ドル(フランス：3億2800万ドル、イタリア：2億2700万ドル、オーストリア：4200万ドル)を拠出するよう求めた。この緊急援助(中間援助法案)を巡り、議会では援助額の削減を求める意見が出され、激しい論戦が展開された。最終的に原案より7500万ドル減額すると共に、中国を加えた援助とすることで妥結した。調整案は12月15日に上下両院で可決し、これにより法案は成立した。法案が首尾よく議会を通過した要因として、ヨーロッパで共産化の動きが加速したことが挙げられる。
8月31日、ハンガリーで共産党が第3党から第1党に躍進した。また9月22日から27日にかけて、ヨーロッパ9か国の共産・労働者党代表はポーランドのシュクラルスカ・ポレンバ (Szklarska Poręba) で秘密裡に会談を行い、コミンフォルムの設置を決定(10月5日付け『プラウダ』で発表)した。11月7日にはルーマニアで共産党が政権を掌握した。
コミンフォルム結成大会の際にソ連共産党代表アンドレイ・ジダーノフは「マーシャル・プランは国際的協調の正常な原則に反しヨーロッパの多数の国々をアメリカ資本主義の利益のもとに従属させようとする意図を秘めている」 との見解を表明した。また、未だ政権を掌握出来ずにいることなどを難詰され、自己批判を迫られたフランスとイタリアの共産党は政府批判を強めていた。フランスでは共産党が第1党の座に躍り出ており、連立内閣に圧力をかけていた。1947年1月に成立したラマディエ内閣は、年を越すこと無く11月に崩壊してしまう。イタリアでも同様に共産党が政権を窺う位置に付け、武力による政権奪取の可能性を示唆していた。
国際復興開発銀行役員のピエール・マンデス＝フランス（後のフランス首相）は、「我々を助けてくれたのは共産党だった」と語っている。

#### 議会再開

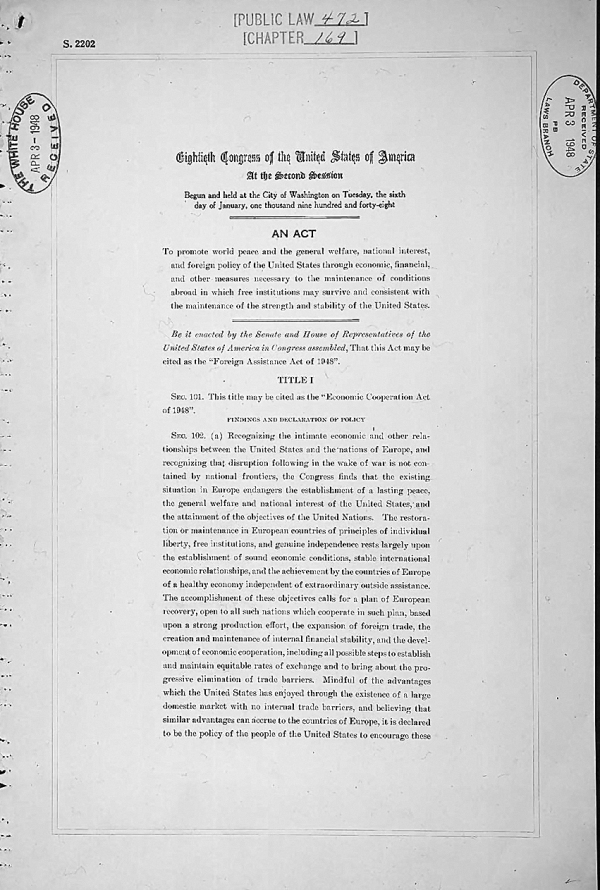
「1948年対外援助法」の第1頁。「アメリカ合衆国第80議会第2会期は、1948年1月6日火曜日にワシントン市で開会・審議された」とある

特別議会最終日の12月19日、トルーマンは特別教書を議会に提出した。トルーマンはこの教書で、「過去20年間の苦い経験が教える所では、アメリカ合衆国程の強力な経済でさえも貧困と欠乏の世界の中で繁栄を維持することは出来ない」と指摘した。そして1948年4月1日から1952年6月30日までの間に、西ヨーロッパ16か国に170億ドルを供与するよう要求すると共に、援助の実施機関として「経済協力局（Economic Cooperation Administration、ECA）」を設置する提案を行った。
年が明けて1948年1月6日、第80議会が再開された。トルーマンが提出した一般教書は、援助全体のうち初年度分に相当する15か月間の援助(1948年4月1日から1949年6月30日までの期間に68億ドル)のみを要請し、主にこの援助内容の是非を巡る論戦が交わされた。この時も下院を中心に援助額の削減を図る主張が相次いだ。また中国・ギリシャ・トルコに対する追加援助と抱き合わせにすべきだとする主張も強かった。一連の議論の間、議会の外では援助法案の成立を側面から支援する動きが現れた。
1947年10月末、元陸軍長官ヘンリー・スティムソンを全国委員長とする「ヨーロッパ復興を支援するためのマーシャル・プラン委員会」なる支持委員会が結成された。委員会は総勢330余名からなり、執行委員会には国務次官を辞任して間もないアチソンやパターソン前陸軍長官が名を連ねた。また全国評議会にはGEやIBM、JPモルガン、チェース・マンハッタンなど巨大企業の代表の他、報道関係者や法曹関係者、有力労働組合代表など、多様な分野から参加者が集った。同委員会は法案成立までの間に15万ドルを越える寄付金を集め、マスメディアを通じた宣伝やロビー活動を展開した。一方援助を大きなビジネス・チャンスと捉える海運・煙草・製粉などの業界は、援助物資の購入・輸送の際に有利な措置が得られるよう、法案の支持と引き換えに交換条件を提示した。
ヴァンデンバーグが委員長を務める上院外交委員会では、第80議会再開後の公聴会に95名の証言者が出席し、マーシャルも証言をなして法案可決を訴えた。同様に、下院の公聴会では175名が証言した。しかし共和党の上院議員ロバート・タフトや前商務長官ヘンリー・ウォレスはこうした動きに強硬に反対した。
孤立主義者をもって任ずる保守派のタフトは、インフレや増税など国内経済への悪影響という見地から反対の論陣を張り、効果の程の怪しい事業に大量の資金をばら撒くマーシャル・プランは「欧州版TVA」であると非難した。ただし、共産主義の膨張抑制を期待するタフトは、適度な額の援助であれば支持するとの意向を示した。
米ソ協調を志向するウォーレスは、ハーヴァード演説直後は計画を支持したが、ソ連や東ヨーロッパの不参加が明らかになってからは態度を硬化させた。ウォーレスは、政府が考えるような援助方式では独占資本ばかりを利する上に、恐慌や戦争を招く危険があるとして、マーシャル・プランを「Martial Plan(「戦争計画」の意。発音はMarshall Planと同一)」と呼んだ。これに代わる独自案としてウォーレスは、10年間で500億ドルの援助を国連経由で実施するという構想を提唱し、被災の程度が著しい国に優先的に援助を供与すること、援助対象には東ヨーロッパを含むこと、対象国の政治体制の如何を問わないことを力説した。この頃チェコスロヴァキアでは政変が発生し、民族戦線内閣が崩壊した。
1948年2月、共産党員であるノセク(Václav Nosek)内相による警察官罷免に反対した国民社会党・カトリック人民党・スロヴァキア民主党の閣僚12名が一斉に辞表を提出した。大統領エドヴァルド・ベネシュは25日に辞表を受理し、同日第2次ゴットヴァルト内閣が成立した。翌月10日には、マサリクが外務省構内の窓から墜落死した。警察は飛び降り自殺と発表したが、マサリクが非共産党員であったことから、共産主義者による暗殺ではないかとの憶測を呼んだ(「プラハ窓外投擲事件」を参照)。アメリカメディアの間では戦争を懸念する論調が広がり、アメリカ軍はソ連のヨーロッパ侵攻を想定した緊急計画の策定を開始した。
西ヨーロッパ的民主主義志向の強かったチェコスロヴァキアでの共産党政権誕生はアメリカ議会にも衝撃を与え、共産主義の脅威から西ヨーロッパを防衛する必要性が議論された。ウォーレスの反対にも関わらず、議会の大勢は法案支持に傾いていた。法案は3月に行われた採決の結果、上院で賛成69・反対19、また下院で賛成329・反対74と圧倒的な支持を獲得し、4月3日にトルーマンの署名を経て1948年対外援助法として成立した。同法はヨーロッパ援助53億ドル(4年3か月にわたる援助のうち最初の12か月分)を始めとして、対中国援助4億6300万ドル、対ギリシャ・トルコ援助2億7500万ドル、国連国際児童緊急基金(UNICEF)への支出6000万ドルの計60億9800万ドルを供与することを定めており、うち第1章に当たる部分が「1948年経済協力法として、ヨーロッパ援助を規定する内容となっていた。なお同法は援助対象地域を共同計画の参加諸国(第103条)、対象期間を1952年6月末まで(第122条)と規定し、アメリカは物資・資金の両面から援助を行うとした。

## 始動

### OEECとECA

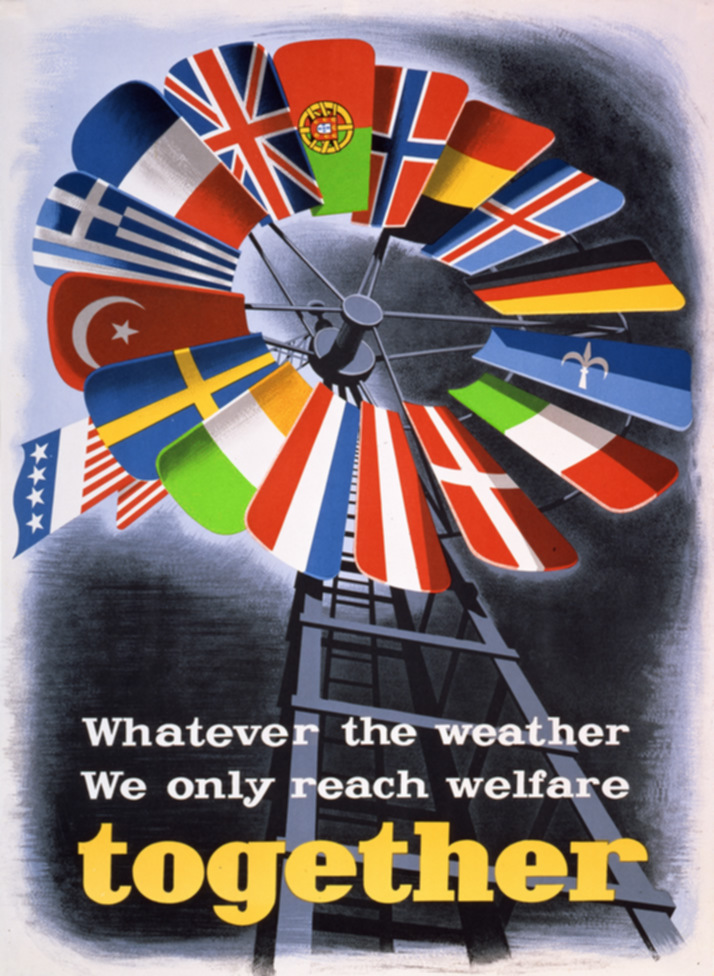
ECAが作成したマーシャル・プランの宣伝ポスターの1つ。羽根に参加各国の国旗が描かれた風車が、各国の結束を表す(青地に白のフルール・ド・リスはトリエステ旗)。惹句は「いかなる天候であれども、我々は動かねばならない、共に」

ヨーロッパ諸国は3月に第2回ヨーロッパ復興会議をパリで開催し、ドイツのうちソ連占領区域を除く部分を援助対象とすることを決議した。同時に援助の受け入れ体制を整えるためにCEECの改組に着手し、翌月16日にCEEC参加16か国と西部ドイツ（英米統合占領区域とフランス占領区域のそれぞれを1か国として数える）の計18か国を原加盟国とする新機構の欧州経済協力機構の設立を決議した。初代理事長には、ベルギー首相兼外相のポール＝アンリ・スパークが選出された。
OEECはCEECに引き続いてパリに本部を置き、加盟各国の援助計画策定を支援すると共に、アメリカの承認を受けることを条件として、援助資金を加盟各国に分配する任務を負った。
援助実施機関たるECAは議論の結果、国際連合に加盟していない西部ドイツが援助対象に加わったことを理由として、国際連合の機関ではなく大統領直属の機関とし、議会内に監視委員会を置くことを決定した。ECA長官にはクレイトンが就任する可能性も取り沙汰されたが、ハリマン委員会委員でもあったステュードベーカー社長ポール・ホフマンが最終的に選ばれた。また、在ヨーロッパECAの代表にはハリマンが、同特別代表代理にはウィリアム・フォスター商務次官が任命された。
ECAはワシントンに事務所を置き、OEECやその参加各国が作成した援助計画について審査と最終決定を成した。外国政府や企業への融資に協力する銀行に対しては、ECAによる償還を保証する「約束状」を発行した。また参加各国には大使に準ずる地位を持つ使節が駐在した。アメリカはイタリアとの間に経済協力協定を締結したのを皮切りに、ヨーロッパ各国と順次2国間協定を締結した。その際、援助物資の50%はアメリカの船舶によって輸送すること、援助物資を元に生産した商品を共産圏に輸出しないことなどが定められた。
被援助国は、受け取った直接贈与による援助額と同額の自国通貨を、自国の中央銀行に政府名義で開設した特別勘定に積み立てることが義務付けられた。この積立金を見返り資金と呼び、アメリカが金額を通告すると同時に積み立てることとされた。積立額のうち95%はアメリカの承認を得た場合にのみ使用を許され、財政健全化や生産促進のために支出された。残る5%はアメリカが使用することを前提として留保され、ECAの海外行政費や戦略物資購入費、情報収集費に充てられた。
1951年6月30日までに、見返り資金の総額は約70億ドルに達し、次のように支出された。
- 生産促進 56%
- 国債償還 31%
- その他 13%

見返り資金の使途に関する各国の対応を見ると、イギリス、オランダ、ノルウェーなどでは大部分が国債の償還のためにフランス、西ドイツ、イタリアでは設備投資のために資金が充当された。

### 貿易促進政策
大戦直後の西ヨーロッパでは停滞していた域内貿易の活発化を図るために自国通貨の交換性回復が望まれ、アメリカも地域統合と通商自由化の連動を期待した。しかし上述の通り、イギリスがポンド交換性回復宣言を直後に撤回するなど、実施には多大な困難が伴った。1947年10月にOEEC内に設置された決済協定委員会は会合を開き、多国間決済を促進する為の新制度を導入する必要性があることを確認した。これを受けて11月18日にフランス・イタリア・ベネルクスの5か国が第1次多角的通貨相殺協定に調印した。マーシャル・プラン参加国の多くもこれに加わり、協定は1947年末に実施段階に入った。
協定の成立により、加盟国同士が域内貿易で得た黒字を域外貿易での決済に利用することが出来る仕組みが整えられ、ドル不足の状態でも各国は通貨の交換性回復を行わずに多角的決済を行うことが可能となった。運営資金はマーシャル・プランの資金から繰り入れられ、国際決済銀行(BIS)が決済代理事務を担当した。協定は1948年と1949年の2度にわたって改められ、1950年には欧州決済同盟が設立された。EPU協定の有効期間は当初2年間と定められたが、その後毎年更新され、マーシャル・プラン終了後の1958年まで機能した。

## 終焉

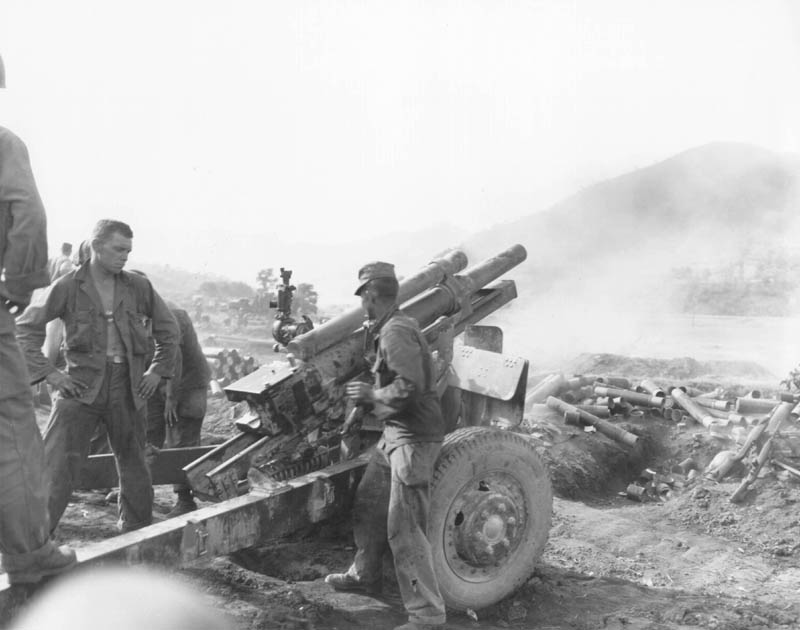
侵攻する北朝鮮軍にM101 105mm榴弾砲で応戦する国連軍。1950年7月26日

1950年代に入ると、対外援助の性格は変質してゆく。その大きな契機は朝鮮戦争であった。
ベルリン封鎖に端を発したドイツの東西分裂の固定化などを通じて、既に東西世界は対立の様相を鮮明にしつつあった。ソ連の原爆保有発覚、国共内戦での中国人民解放軍（中国共産党の軍事部門）の勝利は、西側世界に衝撃を与えた。一方アメリカと西ヨーロッパ諸国は北大西洋条約機構(NATO)を設立(1949年4月4日)し、アメリカは西ヨーロッパに対して大きな軍事的影響力を保持した。
国務省内ではケナンの影響力が著しく低下した。マーシャルの後を継いで国務長官に就任したアチソンはマーシャルほどケナンを重用せず、また軍備拡充に努めた。ヨーロッパの東西分裂の恒久化を懸念したケナンはドイツの再統一と非武装化を主張するが、省内での不評を買った。自ら構築したヨーロッパ分割論に圧倒されて省内での地位を失ったケナンは、のちに国務省を去ることになる。
東西の軍事衝突を差し迫った危険とする認識がアメリカ国内で強まるにつれ、西ヨーロッパの経済復興の優先順位は次第に再軍備よりも下に置かれるようになっていった。そして1950年6月に冷戦下の世界にとって初の大規模戦争である朝鮮戦争が勃発するに及んで、アメリカの援助政策は軍事援助重視型に急速に傾斜した。共和党は1948年の選挙では民主党に大敗したが、1950年の中間選挙では民主党との差を大きく縮めて勢力を盛り返し、援助政策への圧力を強めた。
1951年6月にECAが議会に対して行った第13次報告は、「諸国自らの努力と1948年以来の経済援助を通じて獲得された利益を維持しかつ増大せしめながら、拡大する経済の枠内で西ヨーロッパの再軍備を支援していくことが、経済協力局の目的である」 とし、ECAの目的が転換したことを自ら示した。
同年10月にアメリカでは相互安全保障法(Mutual Security Act)が成立した。年末にはECAが廃止され、ハリマンを長とする相互安全保障庁(Mutual Security Agency)が設置された。これにより、アメリカの対外援助は相互安全保障法に基づく援助(MSA援助)に一元化され、被援助国は軍事・経済援助の条件として防衛力の強化を義務付けられた。
1952年1月には相互安全保障庁の出先機関として在欧特使事務所(Office of the United States Special Representative in Europe)がパリに設置され、ウィリアム・ドレイパーが初代特使として着任した。以後援助計画の調整事務は同事務所が行った。供与される援助も軍事援助の額が急増した。

## 援助
表1は1948年4月3日から1951年6月30日までにアメリカ政府が援助のために予算要求した額、アメリカ議会が大統領に支出権限を付与した額、および支出可能基金として計上された予算の総額である。
|                      |                      | 1948年4月3日- 1949年6月30日 | 1949年7月1日- 1950年6月30日 | 1950年7月1日- 1951年6月30日 | 計     |
| -------------------- | -------------------- | --------------------------- | --------------------------- | --------------------------- | ------ |
| 政府要請額           | 政府要請額           | 6,800                       | 4,280                       | 3,100                       | 14,180 |
| 支出権限付与額       | 支出権限付与額       | 6,450                       | 4,280                       | 2,700                       | 13,430 |
| 使用可能基金         | 予算割当額           | 5,074                       | 3,628                       | 2,200                       | 10,902 |
| 使用可能基金         | 借入権限（借款）     | 972                         | 150                         | 63                          | 1,185  |
| 使用可能基金         | 借入権限（投資保証） | 150                         | 50                          | ―                           | 200    |
| 使用可能基金         | 中間援助から繰入れ   | 15                          | 7                           | ―                           | 21     |
| 使用可能基金         | その他基金から繰入れ | 10                          | 225                         | 217                         | 452    |
| 使用可能基金         | 小計                 | 6,221                       | 4,060                       | 2,480                       | 12,760 |
| 使用可能基金         | その他機関へ移転     | ―                           | ―                           | 225                         | 225    |
| 使用可能基金（純計） | 使用可能基金（純計） | 6,221                       | 4,060                       | 2,254                       | 12,535 |

援助資金は毎年議会の議決を経て予算化され、3年3か月間の予算として125億3490万ドルが計上された。欧州復興にとって最も重要な時期とされた初年度には約半額が計上され、次年度以降は減少した。
初年度には食糧・飼料・肥料・燃料が主に供与され、救済的性格が濃厚であった。次年度以降は工作機械や人的資源の投入量が増加したが、なおも大半の国では人民の生活維持という課題が完全に解決できずにいた。
援助のうち8割は直接贈与、約1割はEPUを通じて他の参加国に引出権を与えることを条件とする贈与という形態をとった。また、約1割を占める借款は返済期限33年、利率2.5%の条件で貸し付けられた。このほか、アメリカ企業の対ヨーロッパ投資を活性化させるべく、2億ドルの投資保証基金が設けられたが、利用実績は芳しくなかった。
表2は1948年4月3日から1951年6月30日までにアメリカが供与した贈与・借款の総額である。なお援助額には諸説あり、算出の対象時期をいつからいつまでに設定するか、MSA援助として供与された分の扱いをどうするかなどといった要因によって、さまざまな数値が示されている。下表は商務省の調査および経済企画庁の調査に基づく。
なお「*」を付した欄は一部に推計値を含む。また「ドイツ」とは、ソ連占領地域を除いた部分(1949年以降は西ドイツ)を指す。「GNP総額」欄には、1948年から1950年までの3年間における各国のGNPの総額を、また「対GNP比」欄には「GNP総額」に対する「援助総計」の比率を示している。
| 国・地域等                        | 贈与 （100万ドル） | 借款 （100万ドル） | 援助総計 （100万ドル） | 対援助総計比 （%） | GNP総額 （100万ドル） | 対GNP比 （%） |
| --------------------------------- | ------------------ | ------------------ | ---------------------- | ------------------ | --------------------- | ------------- |
| オーストリア                      | 492                | —                  | 492                    | 4.80               | 9,475                 | 5.19          |
| ベルギー・ ルクセンブルク         | 48                 | 52                 | 537                    | 5.23               | *29,393               | 1.83          |
| デンマーク                        | 200                | 31                 | 231                    | 2.25               | 11,194                | 2.06          |
| フランス                          | 1,869              | 191                | 2,060                  | 20.08              | *84,152               | 2.45          |
| 連合国軍占領下のドイツ・ 西ドイツ | 1,172              | 2                  | 1,174                  | 11.44              | *76,020               | 1.54          |
| ギリシャ王国                      | 386                | 1                  | 387                    | 3.77               | 11,848                | 3.27          |
| アイスランド                      | 13                 | 3                  | 17                     | 0.17               | *645                  | 2.64          |
| アイルランド                      | 11                 | 128                | 139                    | 1.35               | *3,995                | 3.48          |
| イタリア                          | 959                | 74                 | 1,034                  | 10.08              | 44,494                | 2.32          |
| オランダ                          | 659                | 151                | 809                    | 7.89               | 16,845                | 4.80          |
| ノルウェー                        | 164                | 35                 | 199                    | 1.94               | 7,802                 | 2.55          |
| ポルトガル                        | 8                  | 25                 | 33                     | 0.32               | *4,554                | 0.72          |
| スウェーデン                      | 82                 | 20                 | 103                    | 1.00               | 23,062                | 0.45          |
| トリエステ自由地域                | 30                 | —                  | 30                     | 0.29               | —                     | —             |
| トルコ                            | 17                 | 71                 | 89                     | 0.87               | 10,357                | 0.86          |
| イギリス                          | 2,329              | 346                | 2,675                  | 26.07              | 132,503               | 2.02          |
| 欧州決済同盟 (EPU)                | 51                 | —                  | 51                     | 0.50               | —                     | —             |
| その他                            | 200                | —                  | 200                    | 1.95               | —                     | —             |
| 総計                              | 9,128              | 1,132              | 10,260                 | 100.00             | *466,837              | 2.20          |

この表によると、期間中にアメリカが供与した援助の総額は102億6000万ドル。そのうち実に89%を無償援助が占めていた。国別の援助額をみると、最大の被援助国であるイギリスが援助総額の4分の1以上を占めた。以下、フランス、ドイツ、イタリアと続く。対GNP比ではオーストリア、ギリシャ、オランダなどが高い値を示している。
対して供与する側であるアメリカの1948年から1950年までのGNP合計額は8103億ドルで、3年余りの間に供与された援助額に対する負担割合は年平均で1.3%に留まった。1947年度のアメリカの歳出総額(369億ドル)と比較すると、援助額の割合は3割弱となる。
援助の大部分は商品の形で供与された。物資の内訳は次の通り。原材料・半製品33%、食糧・飼料・肥料29%、機械・輸送機器17%、燃料16%、その他資材5%。また、これらの物資の調達先は、アメリカ69.7%、カナダ11.8%、ラテン・アメリカ7.7%、ヨーロッパ(援助計画参加国)4.3%、その他6.2%となっている。
この当時アメリカの商品供給能力は他の諸国を圧倒しており、援助物資は主にアメリカから調達された。即ちアメリカ政府は巨額の資金を負担したが、その多くはアメリカからヨーロッパへの輸出によって国内に還流したことになる。
なお最後に挙げた「6.2%」のほとんどは中東産の石油であった。この頃のアメリカは世界最大の産油国であったが、アメリカ産石油は専ら旺盛な国内需要を満たすために用いられたために急速に油田開発が進行していた中東の石油がヨーロッパに振り向けられたのである。なお、根拠となっていた対外援助法第112条第b項は、その後の供給量増加を背景として国内産油業者から修正を求める圧力が加わった。結局条文が修正されることはなかったが、解釈の変更によって国内業者にも輸出への道が開かれた。
対外援助による輸出の国内生産に占める比率を商品別にみると、航空機(52%)、綿花(42%)、小麦(40%)、車輛(36.4%)、肥料(33.5%)などが高い比率となっている。中でも綿花と小麦はヨーロッパ市場に提供する余力が充分にあったために援助物資の中心となった。裏を返せば、このことはヨーロッパがアメリカの余剰生産物の捌け口として機能したことを示している。なお、クレイトンが余剰生産物市場の確保の必要性を指摘していたことは、既に述べた通りである。
表3はアメリカが1946年以降に供与した経済援助の地域別内訳である。なお、各数値の総和が「合計」欄と一致しないのは、地域区分不能の部分が存在するためである。
| 地域             | 1946-1948年          | 1946-1948年    | 1949-1952年          | 1949-1952年    |
| ---------------- | -------------------- | -------------- | -------------------- | -------------- |
| 地域             | 援助額 （100万ドル） | 援助割合 （%） | 援助額 （100万ドル） | 援助割合 （%） |
| 東アジア         | 2,070                | 16.49          | 3,044                | 16.34          |
| 南アジア         | 40                   | 0.32           | 261                  | 1.40           |
| 中近東           | 566                  | 4.51           | 1,073                | 5.76           |
| アフリカ         | 10                   | 0.08           | 6                    | 0.03           |
| 欧州             | 8,626                | 68.72          | 13,647               | 73.24          |
| ラテン・アメリカ | 98                   | 0.78           | 98                   | 0.53           |
| オセアニア       | 17                   | 0.14           | 8                    | 0.04           |
| 合計             | 12,553               | 100.00         | 18,633               | 100.00         |

この表によると、ヨーロッパへの援助はどちらの期間でも全体の3分の2を超える高い割合を示しており、この時期のアメリカの対外援助政策はヨーロッパを極めて重視するものであったことが判る。なおUNRRAなどを通じて東ヨーロッパやソ連にも供与されていた援助はマーシャル・プラン策定と軌を一にして激減しており、ヨーロッパ援助のほとんど全てを西ヨーロッパ向け援助たるマーシャル・プラン援助が占めていた。

## 総括
マーシャルのハーヴァード演説に至る過程から見て取れるように、マーシャル・プランはイギリスの危機・ドイツ問題・貿易自由化問題の3つを契機として策定された。援助対象をヨーロッパと決定する上では、ドイツ問題の難航に対するマーシャルの危機意識と、彼の命により設立された政策企画本部の報告が直接的な影響を及ぼした。またヨーロッパの中でも西ヨーロッパに限定した援助となったことに関しては、貿易自由化問題に関連してヨーロッパを視察したクレイトンの状況認識によるところが大きい。
戦中・戦後を通じてアメリカが供与した種々の援助は、続発する混乱に対応すべく、場当たり的に実施された面がある。マーシャルが演説で語ったように、救済援助は「様々な危機が起こるたびに断片的になされるものであってはならない」のであり、マーシャル・プランによってアメリカの援助政策は、長期的な視座や戦略性を獲得したのである。その狙いは多岐にわたっているが、主要な論点について、以下で考察する。

### 反共政策として
既に見たように、政策企画本部は「ヨーロッパ社会をしてあらゆる全体主義運動の餌食になりやすくしており、かつ、いまそこをロシア共産主義がつけ入りつつある経済的適応性のまずさに対する戦いを目ざさねばならない」と説き、またクレイトンは「（ロシアからではなく）飢餓と混乱からヨーロッパを救う」必要があると述べた。
両者は共に、直接的な問題は経済危機にあるとして、軍事援助ではなく経済援助を勧告している。しかし、その意識の根底には共産主義の浸透防止という目標が存在していた。マーシャル・プランが反共政策と呼ばれる所以である。故に援助は自由主義経済体制の再建に資するべきであり、対象は西ヨーロッパに限定されることとなった。
とはいえ、ソ連や東ヨーロッパを計画に含めるべきか否かについては、1947年当初の段階では国務省首脳らの間でも意見が割れていたようである。ハーヴァード演説もこれらの地域を明確には排除していない。さらに、マーシャルは演説の翌週に行った記者会見の席上、「ヨーロッパ」という言葉には「イギリスもソ連も含めており、アジアより西方の全てを含む」と述べた。このことは、ヨーロッパ分裂の責任をソ連および東ヨーロッパに帰する解釈を生んだが、文書公開によって明らかにされた立案過程に照らせば、健全な経済の回復こそが共産主義の浸透をはね退けるとする認識と同時に、アメリカがヨーロッパ分裂の責めを負うべきではないとの認識がハーヴァード演説以前から存在していたことが判る。即ち表向きはソ連を排除せず、しかし内心ではソ連の側から席を蹴ることを期待していた。東ヨーロッパについては、既に述べたように流動的な要素を残していたものの、参加を期待する様子はさほどなかったといってよい。
当時のアメリカ議会は共和党の力が強く、ソ連が参加すれば援助法案は共和党の圧力によって廃案になった可能性すらある。にもかかわらず、ソ連の参加を容認するかのようにも読める表現をなした背景には、現在のソ連の体制ではこのような援助の提案を受け入れることはできないであろうとのアメリカ側の読みがあった。この点では、ケナンらの対ソ認識が強く反映されたと評価できる。
それにしても、以上のような大局的な見方には様々な横槍的事象から異議が唱えられて良い。古くロシア革命のときにはFRBの設立に関係した銀行家がボリシェビキを援助している。また、国際決済銀行がドイツから賠償金を回収しなければならなかったことから考えれば、マーシャルプランで東ドイツも援助する必要があった。そして、西側陣営のフランスにはソ連が支配する北欧商業銀行が存在し、この銀行は融資先を通じてマーシャルプランの恩恵を受けたはずである。東側陣営は1950年に資金をこの銀行へ「避難」させている。しかし当局の監督が消極的で、そもそもソ連がパリに堂々と銀行を持てている理由がよく分かっていないことから考えると、この銀行へ資金を「集中」させる秘密合意があったことになろう。

### 経済政策として
アメリカの全対外援助支出(マーシャル・プランに限らず)がGNPに占める比率は、1947年の2.7%が最高であった。以下1948年2.1%・1949年2.4%・1950年1.6%と漸減しており、アメリカはさほど大きな負担を負うことなく、援助を遂行することができたとみて差し支えなかろう。ただし援助負担の継続を理由として、本格減税の先送りや国債償還の繰り延べがなされたことに留意する必要がある。
ECA第9次報告書によると、OEEC加盟国(西部ドイツを除く)の鉱工業生産は1938年の水準に比して1947年は107%、1949年は129%に増加した。しかし反面、失業者数はさほど減少していない。援助への依存から早期に脱却するよう迫られた各国が産業の合理化を進めたことが主な要因として挙げられる。
生産の回復もさることながら、マーシャル・プランは貿易の振興をも目的としていた。クレイトンの覚書は、ヨーロッパが巨額のドル不足を抱えていることを指摘し、貿易収支の不均衡問題の解消が重要であるとした。
ドル不足が進めば、ヨーロッパは海外物資の輸入を縮減せざるを得ない。その影響はヨーロッパ諸国を貿易相手としているアメリカにも及び、アメリカの経済が低迷するおそれがある。国内の購買力のみではアメリカの農工業生産を消化するのは困難であるが、大戦前にはアメリカの輸出総額の42%を占めていたヨーロッパ市場は極度に沈滞していた。ヨーロッパへの援助はアメリカのためにも必要であった。そしてマーシャル・プランほどの大規模援助をなし得る国は、アメリカ以外には存在しなかったのである。実際、援助物資は大半がアメリカから送られ、利益が国内に還流している。もっともアメリカ国民の税負担を基礎とする以上、単なる慈善事業に留まらずアメリカの利益に貢献することが要求されるのは、むしろ自然なことであろう。
1947年5月8日にアチソンはミシシッピ州クリーヴランドのデルタ会議(Delta Council)で「再建の必要条件(The Requirements of Reconstruction)」と題する演説を行った。ハーヴァード演説の先鞭を付けたとされるこの演説でアチソンが示した危機認識も、クレイトンと同じく貿易不均衡問題に向けられていた。アチソンは1947年のアメリカの輸出総額を160億ドル、同じく輸入総額を80億ドルと見積もり、80億ドルにも上る差額の削減のために関税の相互引き下げやアメリカの輸入拡大と共に、対外援助が必要であると論じている。
援助の結果、1950年時点で参加諸国のドル不足は70億ドル以上改善された。ただし、その後の再軍備の進展を背景に、翌年には10億ドル以上の悪化を示している。
クレイトンは同時に、貿易自由化を推進するためにマーシャル・プランを活用する構想を持っていた。世界最大の綿花商会を率いた経験から、クレイトンはアメリカ・ヨーロッパ諸国のブロック経済体制や保護貿易政策を打破することを意図していた。ITO設立の前段階たる国連貿易雇用会議準備委員会にクレイトンが出席していたことは既に述べた通りであるが、彼はマーシャル・プランとITOとの間に、相互補完的な関係を見出していた。
ITOは国際通貨基金(IMF)・国際復興開発銀行(IBRD)と並ぶブレトン・ウッズ体制の中核機関として設立の構想が進められた。1946年11月にはキューバの首都ハバナで国際貿易雇用会議が開催され、翌年3月に憲章の調印がなされるまでに至った。しかし構想を主導したアメリカが議会の承認獲得に失敗したことなどが影響し、流産の憂き目に遭った。この為マーシャル・プランを貿易自由化と連動させようとするクレイトンの目論見は挫折した。

### 共同計画
マーシャル・プランの大きな特徴は、2国間の個別援助ではなく共同計画として行われたことにある。先の大戦の経験を踏まえ、伝統的なドイツとフランスの確執を始めとする安全保障上の懸念材料を可能な限り除去することが、アメリカの狙いであった。アメリカによる一方的な援助との印象を払拭することも、目的の1つとして指摘できよう。共産主義の浸透を防ぐためには、統合されたヨーロッパの方がより効果があるとの認識も、共同計画を推し進める要因となった。
また、ドイツ政策として賠償の取立てよりも援助の供与を優先させた背景には、ドイツの潜在的経済力はヨーロッパ復興の大きな鍵であり、これを全体計画の中で有効に活用する必要があるとの認識があった。
マーシャル・プランはヨーロッパの東西分裂を助長する結果を招いた反面、西ヨーロッパに限っていえば地域統合を促した。もっとも、完全な統合には程遠いものではあったが、欧州石炭鉄鋼共同体(ECSC)の形で若干の進展をみた。それは長期的に見るならば、のちの欧州連合(EU)結成に繋がる流れを形成したといえよう。

## 研究史
マーシャル・プランの研究は、これまで多くの論者によって、とりわけ外交史の分野から展開された。
初期の研究で主流となったのが、次のような考え方である。即ち1940年代後半のアメリカはソ連の膨張主義的傾向から自由主義・民主主義世界を防衛するために「封じ込め政策」を展開しており、政治的にはトルーマン・ドクトリン、経済的にはマーシャル・プランがその手段とされた、という見解である。このような見解を採る者は「正統派(Orthodox)」と呼ばれた。
ベトナム戦争を契機として、アメリカ帝国主義によるヨーロッパへの介入という見地からのマーシャル・プラン研究が進められた。こちらは「修正主義派(Revisionist)」と呼ばれ、代表的な論者はニュー・レフトの歴史学者ガブリエル・コルコ、ジョイス・コルコの夫妻(Gabriel & Joyce Kolko)である。
夫妻は以下のように主張する。アメリカは大戦を通じて、自国内だけでは到底吸収しきれない程の生産能力を持つに至った。いかに自国経済が堅調であるといえども、商品や資本の輸出先が確保されなければアメリカ資本主義は維持し得ない。故に、輸出市場としての西ヨーロッパの再建を求めたアメリカは、その手段としてマーシャル・プランを用いた。つまりソ連の存在とは関係なく、アメリカは西ヨーロッパへの援助を必要とした。
ヴェトナム反戦運動に関わった政治学者陸井三郎は、「マーシャル計画が荒廃したヨーロッパ諸国の資本主義経済を復興させるうえできわめて大きな役割を果たしたことは否定できないが、それは、ヨーロッパ経済を軍事化の方向に定着させるという方向においてであり、北大西洋条約機構の成立、MSAの実施を必然化した。マーシャル計画は、第二次世界大戦後の時期におけるアメリカ資本による世界制勝のもっとも有力な手段であった」と結論した。また、東洋大学教授の山極潔はマーシャル・プランがフランスに及ぼした影響について、「マーシャル計画ではもともと軍事援助が優先されて、援助を受けた国々の軍事支出の増加が期待されていたから、フランスの軍事費支出は増大し、すでに進行しつつあったインフレーションはこのためかえって悪化した。また戦後の社会化政策は放棄され、物価と賃金の格差に悩む労働者のストライキは抑圧された」としている。
このように、正統派と修正主義派はマーシャル・プランを「ソ連共産主義からのヨーロッパ防衛の手段」とみるか、「アメリカ帝国主義によるヨーロッパ介入の手段」とみるかで対立したが、両者は共に冷戦思考の枠内で議論しており、米ソ対立を主軸にしたマーシャル・プランの解釈がなされていた。
これに対しトマス・マコーミックは、国家間の関係にのみ注目して米国外交史を論ずる姿勢を批判し、コーポラティズム(政府・労働・資本の利害調整に基づく統治システム)という視点の重要性を提起した。マイケル・ホーガンも同様に「コーポラティズム論」に基づくマーシャル・プラン論を展開した。ホーガンによれば、戦間期を通じてアメリカ国内ではコーポラティズムが形成された。これをヨーロッパにも適用し、ヨーロッパ体制をアメリカ型に再編する試みがマーシャル・プランであった。この試みは、朝鮮戦争を契機とした再軍備の広がりや西ヨーロッパ諸国の保守層からの反発によって頓挫するが、ある程度の効果が得られた。このような、アメリカにコーポラティズムが存在したとの見解に対しては、チャールズ・メイヤーやジョン・ギャディスが反論を加えている。
経済史の分野でも研究が進められてきたが、マーシャル・プランが西欧の経済復興に果たした役割については概ね肯定的な評価で占められていた。しかし1970年代以降、「マーシャル・プランは本当に復興に貢献したのか」「ヨーロッパは本当に援助を必要としていたのか」と問う者が現れた。
ヴェルナー・アーベルスハウザーは、西部ドイツの経済復興はマーシャル・プランの提唱以前に始まっていたとして、マーシャル・プラン通貨改革(1948年6月実施)が西部ドイツの復興に寄与したとの通説に反論した。
またアラン・ミルウォードは、ヨーロッパは投資や生産の活性化によって一時的に外貨不足に陥ったに過ぎない、即ち西ヨーロッパ経済は1946年時点で既に復興過程に入っていたとして、マーシャル・プランがヨーロッパ崩壊の危機を救ったとの見方に疑義を呈した(ただし、それ以降の期間においてマーシャル・プランがヨーロッパ復興に一定の貢献をしたことは否定していない)。またヨーロッパ統合構想もヨーロッパの側から自生したものであって、アメリカ主導でなされたわけではないと主張した。以後、少なくとも経済史の分野においては、マーシャル・プランの経済効果を絶対視する見方には揺らぎが生じている。

## 年表

### 前史
- 1945年
  - 4月12日 - アメリカのフランクリン・ルーズベルト大統領が死去。トルーマン副大統領が大統領に昇格した。
  - 5月7日 - ドイツ、連合国（ソ連を除く）に無条件降伏。翌8日、ソ連に対して無条件降伏

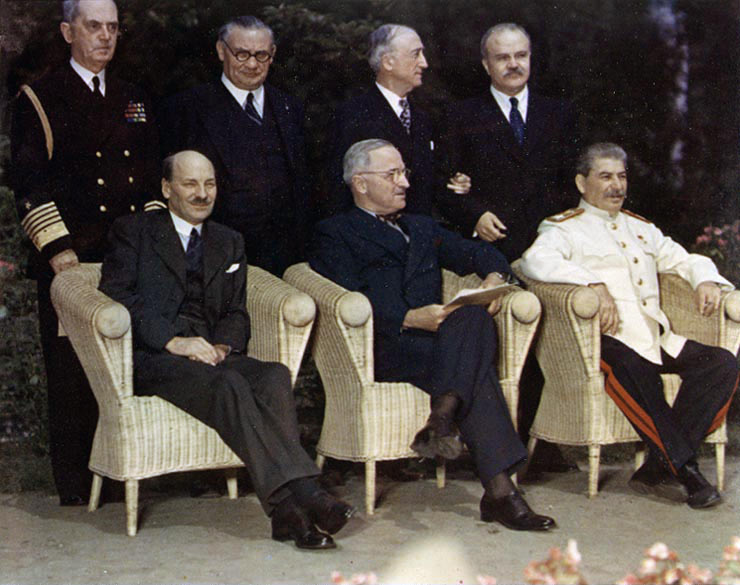
ポツダム会談に臨む米英ソの首脳

- - 7月17日 - 米英ソ、ポツダム会談開催（ - 8月2日）
  - 8月17日 - トルーマン、武器貸与法に基づく援助の打ち切りを発表。9月2日、同法廃止が決定
  - 8月18日 - トルーマン、平時経済への転換を命ずる大統領令を発表
- 1946年
  - 1月1日 - イングランド銀行国有化
  - 2月22日 - ケナン、ワシントンに「長文電報」を送信
  - 3月5日 - イギリスのチャーチル首相がウェストミンスター大学で演説。共産主義勢力が鉄のカーテンを越えて西欧への浸透を図っていると警告
  - 3月28日 - 連合国ドイツ管理理事会、ドイツ産業水準計画こと「賠償と戦後ドイツ経済の水準のための計画 (The Plan for Reparations and the Level of Postwar German Economy) 」を発表。ドイツ全体の産業規模を1938年水準の55パーセント以内に留め置くことを規定した。
  - 3月 - 英国、産業国有化を開始（ - 1949年5月）
  - 4月8日 - フランス、電力・ガス産業を国有化
  - 4月20日 - 国務省欧州経済安全保障政策部が「アチソン＝クレイトン・プラン」をバーンズ国務長官に提出。ヨーロッパ経済の復興と統合を両立するため、全欧州経済機構の設立を提唱
  - 9月6日 - バーンズ、シュトゥットガルトで「ドイツ政策の見直し (Restatement of Policy on Germany) 」と題して演説
  - 9月19日 - チャーチル、チューリッヒ大学で演説。「われわれは、ある種の欧州合衆国を樹立しなければならない」と主張
  - 9月 - ギリシャで内戦開始
  - 12月2日 - アメリカとイギリスがドイツ国内のイギリス・アメリカ占領区域の統合協定を締結。翌年1月1日に統合占領区域（いわゆる「バイゾーンが成立した。
  - 12月21日 - ギリシャのツァルダリス首相がアメリカを訪問し（ - 12月24日）、5年間に12億4600万ドルの復興援助を供与するよう要請した。
- 1947年
  - 1月17日 - 国務長官顧問ジョン・フォスター・ダレスが全米出版協会で演説した。ドイツの戦後処理に関連して、ヨーロッパの経済統合を提唱[注釈 42]
  - 1月17日 - 欧州統合委員会発足。チャーチル、委員長に就任
  - 1月21日 - マーシャル、国務長官に就任
  - 1月22日 - フランスでポール・ラマディエ内閣が成立し、モネ・プランが実施される。
  - 2月21日 - イギリス、対ギリシャ・トルコ援助の停止をアメリカに通告した。
  - 2月24日 - 援助停止通告、正式にマーシャルに通達。同日、国務省内にギリシャ・トルコ援助検討特別委員会を設置
  - 2月25日 - ギリシャ・トルコ援助検討特別委員会、『対ギリシャ・トルコ緊急援助に関する国務省の立場と勧告』をアチソンに提出した。
  - 2月26日 - 国・陸・海3省長官会議を開催
  - 2月27日 - トルーマン、有力議員らと対ギリシャ・トルコ援助について会談
  - 3月1日 - 国際通貨基金 (IMF)、操業を開始
  - 3月5日 - アチソン、世界規模の援助の必要性を3省調整委員会に説明
  - 3月10日 - 米英仏ソ4国外相会談をモスクワで開催（ - 4月24日）
  - 3月11日 - 第55回3省調整委員会開催。3省調整特別委員会の設置などを決議
  - 3月12日 - トルーマン、上下両院合同会議に出席。トルーマン・ドクトリンを発表
  - 3月14日 - ベネルクスが関税同盟を締結
  - 3月17日 - 米英仏ソ4国外相会談で、ソ連がドイツに200億ドルの賠償を要求
  - 3月18日 - フーヴァー使節団、ドイツ・オーストリア問題に関する報告書「アメリカの納税者を救援負担から解放するためのドイツの輸出促進と、欧州の経済復興とのために必要な諸措置 (The Necessary Steps for Promotion of German Exports, so as to Relieve American Taxpayers of the Burdens of Relief and for Economic Recovery of Europe) 」を提出
  - 3月18日 - 外国政府援助拡充委員会が初の会合を開催
  - 3月21日 - 米英仏ソ4国外相会談で、マーシャルがドイツの政体を連邦制とする構想を発表
  - 3月22日 - 米英仏ソ4国外相会談で、モロトフがドイツの政体を中央集権制とする構想を発表
  - 3月28日 - 国務省、「ギリシャ・トルコ援助法案に関する質問と回答」を議会に提出
  - 4月8日 - 第2回国際貿易雇用会議準備委員会をジュネーヴで開催（ - 10月30日：18か国が参加、ソ連は欠席）[96][97]。同時に、多角的関税引き下げ交渉開始（23か国が参加、ソ連は欠席）
  - 4月15日 - マーシャル、スターリンと会談
  - 4月21日 - 3省調整特別委員会、中間報告「米国による対外援助の政策・手続き・費用 (Policies, Procedures and Costs of Assistance by the United States to Foreign Countries) 」を提出
  - 4月22日 - ギリシャ・トルコ援助法、上院で採決。賛成67票、反対23票
  - 4月23日 - 米英仏ソ4国外相会談で、ライヒスマルクをドイツ・マルクと交換回収する協定成立。交換比率は10対1
  - 4月28日 - マーシャル、ラジオ放送で4国外相会談の結果を報告
  - 4月29日 - マーシャル、欧州復興計画の策定をケナンに指示
  - 5月2日 - 第1回国際連合ヨーロッパ経済委員会 (ECE)、ジュネーヴで開催（ - 5月14日）
  - 5月4日 - フランスのラマディエ首相がルノーの労働争議問題に絡み、意見の対立した5名の共産党員閣僚を全員罷免した。
  - 5月5日 - 政策企画本部 (PPS) 発足（7日に公表）。ケナン、本部長に就任
  - 5月6日 - ケナン、国防大学で講演。援助対象を西ヨーロッパ欧に限定するよう主張
  - 5月6日頃 - 投資・経済開発部部長補佐クリーヴランド、通商政策部部長補佐ベン・T・ムーア、ドイツ・オーストリア経済問題部部長キンドルバーガーら経済官僚、西ヨーロッパ援助に関する覚書をケナンに提出。ECEを援助実施機関とし、ヨーロッパの統合を促進させる案を勧告
  - 5月8日 - アチソン、クリーヴランドで「再建の必要条件」と題して演説
  - 5月15日 - ギリシャ・トルコ援助法案、下院で採決。賛成287票、反対108票
  - 5月16日 - PPS、西欧援助計画に関する覚書をアチソンに提出
  - 5月22日 - ギリシャ・トルコ援助法成立
  - 5月23日 - 政策企画本部、報告書「アメリカの西ヨーロッパ援助に関する政策―政策企画本部の見解を提出した。
  - 5月27日 - クレイトン、覚書「ヨーロッパの危機 (The European Crisis) 」を提出
  - 5月28日 - 国務省首脳会議開催
  - 5月29日 - マーシャル、国務長官特別補佐官ボーレンに演説文の起草を下命
  - 5月30日 - イタリアのデ・ガスペリ首相、共産党員を排除した内閣改造を実施。第4次デ・ガスペリ内閣が成立した。
  - 5月31日 - 戦災諸国救済援助法（通称「ポストUNRRA援助法」）成立。被援助国に見返り資金の積み立てを初めて義務付ける

### ハーヴァード演説以後
- 1947年
  - 6月5日 - マーシャル、ハーヴァード大学で演説。マーシャル・プランの構想を発表
  - 6月12日 - マーシャル、6月5日の演説で述べた「欧州」という言葉について、「英国もソ連も含めている」と記者会見で言明
  - 6月12日 - クリーヴランドら経済官僚、最終報告を提出
  - 6月13日 - ヴァンデンバーグ、上院共和党政策委員会 (Senate Republican Policy Committee) で、米国の援助負担を調査するための超党派委員会の設置を提案
  - 6月17日 - 英仏首脳会談をパリで開催（ - 6月18日）
  - 6月18日 - クレイトン、超党派委員会の設置を呼び掛けるヴァンデンバーグの主張に賛同
  - 6月19日 - 政策企画本部文書第3号 (PPS3) 提出。超党派委員会について、政府内の委員会2つと政府外の委員会1つを設置することを勧告
  - 6月22日 - 米国政府、クルーグ、ノース、ハリマンの3名を長とする3委員会の設置を発表
  - 6月22日 - ウォーレス、記者会見でマーシャル・プランに賛同
  - 6月24日 - クレイトン、ロンドンでアトリーら英国主要閣僚と会談（ - 6月26日）。英国の特殊事情を汲んで特別の財政支出をするよう求めるが、クレイトンは拒絶
  - 6月27日 - 英仏ソ3国外相会談をパリで開催（ - 7月2日）。7月2日、ソ連がマーシャル・プラン受け入れを拒絶
  - 7月1日 - マーシャル、全米女性記者クラブで会見。マーシャル・プランは欧州支配を目論む米国の帝国主義的政策であるといった見解は誤りであると主張
  - 7月3日 - 英仏両国、共同コミュニケを発表
  - 7月4日 - チェコスロヴァキアが欧州復興会議への参加（マーシャル・プランの受け入れ）を表明
  - 7月9日 - ポーランド、欧州復興会議への不参加を表明
  - 7月10日 - チェコスロヴァキア、マーシャル・プラン受け入れ表明を撤回
  - 7月11日 - 統合参謀本部 (JCS)、マーシャル・プラン発表に伴いドイツと欧州の同時復興を目指すとする、政策指令「JCS1179」を発令
  - 7月12日 - 第1回欧州復興会議をパリで開催、16か国が参加。13日、欧州経済協力委員会 (CEEC) を設立
  - 7月12日 - 米英占領当局、ドイツ新産業水準計画について基本合意。フランスの反発によって公表を延期
  - 7月12日 - ソ連、チェコスロヴァキアとの間に相互通商協定を締結
  - 7月12日 - アメリカがトルコとの間との援助協定に調印した。
  - 7月15日 - イギリスが英米金融協定に基づきポンドの交換性回復を宣言した（8月20日に停止）
  - 7月20日 - ウォーレス、マーシャル・プランへの支持撤回を表明
  - 7月21日 - マーシャル、ドイツ工業復興政策の遂行に関し、フランスとの合意が得られるまで一時延期するとビドーに打電[98]
  - 7月22日[99] - 下院、対外援助特別委員会 (Select Committee on Foreign Aid) を設置。ハーターが委員長に就任
  - 7月23日 - 政策企画本部、報告書「アメリカの立場から見た西ヨーロッパ復興問題の諸様相」を提出した。
  - 7月23日 - 国務省、援助計画からポーランドを除外すると発表
  - 7月23日 - ハリマン委員会、第1回会合を開催（ - 7月24日）
  - 7月31日 - 『フォーリン・アフェアーズ』誌、ケナンの論文「ソヴィエトの行動の源泉（いわゆる「X論文」）」を掲載
  - 8月14日 - 国務次官ロヴェット、生産問題解決のために援助計画参加諸国が共同で商品の割当てや計画的増産などを行う必要があるとパリのクレイトンらに打電[100]（クレイトンは、カルテルなどの強まりを懸念してこれに難色を示した）
  - 8月14日 - 政策企画本部、報告書「欧州復興計画における時間的制約」を提出
  - 8月22日 - 米英仏3国会談、ロンドンで開催。ビドー、ドイツ新産業水準計画を呑む
  - 8月22日 - 国務省首脳会議開催。生産問題解決のための一時的な商品割り当て策に反発したクレイトンの見解について、国務省の総意に反するとの立場を確認。パリのクレイトンの許にケナンを派遣することを決定[101]
  - 8月26日 - ケナン、パリに到着。22日の国務省首脳会議で出された見解を元に、クレイトンと政策調整
  - 8月29日 - 米英占領当局、7月に合意したドイツ新産業水準計画を発表
  - 8月30日 - 国務省・陸軍省首脳会議
  - 8月30日 - ケナン、CEEC首脳と会談。援助要求額の削減と欧州協同組織の設立を要請
  - 9月5日 - 国・陸両省、ドイツの米英統合占領区域の経済計画がCEECで論議されるべきであるとの認識で合意
  - 9月12日 - CEEC、欧州関税同盟創設のための調査団を結成したと発表
  - 9月13日 - フランスの外務官僚アルファン、西欧に関税同盟を創設するようCEECに提案。イタリアが賛同
  - 9月22日 - CEEC、一般報告を欧州復興会議の全体会議に提出、可決
  - 9月25日 - トルーマン、CEEC報告書の一部修正の可能性と、緊急援助の必要性について記者会見で言及
  - 9月27日 - CEEC報告書、ワシントンで公表
  - 10月3日 - 3省調整特別委員会、最終報告を提出
  - 10月19日 - クルーグ委員会、報告書「国家的資源と対外援助」を提出
  - 10月23日 - トルーマン、特別議会を招集
  - 10月30日 - 「欧州復興を支援するためのマーシャル・プラン委員会」設置。スティムソン元陸軍長官が全国委員長に就任した。
  - 10月30日 - 「関税及び貿易に関する一般協定 (GATT) 」成立
  - 10月31日 - 国務省、CEECの専門報告を発表
  - 10月 - ベネルクス関税同盟結成
  - 11月6日 - 政策企画本部、報告書「世界情勢の摘要」をマーシャルに提出[102]
  - 11月7日 - ハリマン委員会、報告書「ヨーロッパ復興とアメリカの援助 (European Recovery and American Aid) 」を発表
  - 11月10日 - 第1回欧州関税同盟調査委員会開催
  - 11月10日 - 国務省がフランス・イタリア・オーストリアへの暫定援助を上下両院外交委員会に提案した。
  - 11月11日 - ノース委員会、報告書「国内経済に及ぼす対外援助の影響 (The Impact of Foreign Aid upon the Domestic Economy) 」を提出
  - 11月13日 - 対外援助特別委員会、報告書を提出
  - 11月17日 - 第26回特別議会開会。トルーマン、5億9700万ドルの暫定援助法案を議会に提出
  - 11月18日 - フランス・イタリア・、ベネルクスの5か国、第1次多角的通貨相殺協定 (First Agreement on Multilateral Monetary Compensation) に調印
  - 11月18日 - マーシャル、シカゴで演説。ドイツの復興なくしてはヨーロッパの復興はあり得ないと発言
  - 11月24日 - 欧州中間援助法案提出
  - 11月24日 - イリノイ州選出下院議員ヴァーゼル、政府が要請する援助だけでは共産主義の欧州浸透を防げないとして、ドイツの工場破壊の即時中止を主張
  - 11月25日 - 米英仏ソ4国外相会談をロンドンで開催（ - 12月15日）
  - 12月1日 - 欧州中間援助法案、上院で採決。賛成83、反対6、棄権7
  - 12月11日 - 欧州中間援助法案、下院で口頭採決。賛成多数
  - 12月11日 - ソ連とチェコスロヴァキア、通商条約に調印
  - 12月15日 - 上下両院、両院合同委員会の提出した中間援助法調整案を可決
  - 12月16日 - 中間援助支出法案、下院に上程、可決
  - 12月17日 - トルーマン、中間援助法案改め1947年対外援助法 (Foreign Aid Act of 1947) に署名
  - 12月19日 - 第26回特別議会最終日。トルーマン、特別教書「欧州復興計画の概要」を議会に提出
  - 12月19日 - 欧州中間援助法に伴う支出法案、上院に上程、可決
  - 12月19日 - 上下両院、両院合同委員会の提出した中間援助支出法調整案を可決
- 1948年
  - 1月1日 - ベネルクス関税同盟が発効
  - 1月2日 - 米仏、中間援助に関する双務協定を締結
  - 1月6日 - 第80議会第2会期開会。マーシャル・プランに関する審議を開始
  - 1月7日 - トルーマン、一般教書を議会に提出。対日独墺講和問題の解決に向けて努力すると言明すると共に、15か月間の対西欧援助費68億ドルを要請
  - 1月22日 - イギリスのベヴィン外相、「西欧連合 (Western Union) 」の結成を提唱
  - 1月26日 - ソ連とポーランド、通商協定を締結
  - 2月23日 - 1948年経済協力法案提出
  - 2月23日 - 西側6か国（米、英、仏、ベネルクス）首脳会談（第1会期）をロンドンで開催（ - 3月6日）。3月8日、西部ドイツの援助計画参加を承認するコミュニケを発表
  - 2月24日 - ウォーレス、下院外交委員会で証言。マーシャル・プランに反対し、国連機関を通じて10年間に500億ドルの援助を供与するよう主張
  - 3月1日 - ヴァンデンバーグ、上院で演説。ハリマン委員会報告の重要性を指摘
  - 3月10日 - 西欧労働組合会議、ロンドンで開催。マーシャル・プランの是非について審議[103]
  - 3月11日 - トルーマン、仏伊墺への中間援助5500万ドルを議会に要請
  - 3月13日 - 対外援助法案、上院で採決。賛成69、反対19
  - 3月15日 - 第2回欧州復興会議をパリで開催（ - 3月16日）。西部ドイツ代表の参加を決定
  - 3月15日 - マーシャル、イタリア総選挙で共産党が勝利した場合、同国への援助を打ち切ると警告
  - 3月17日 - トルーマン、上下両院合同会議に出席し、特別教書を議会に提出。欧州の平和がソ連の妨害によって脅かされているとして、選抜徴兵法の復活や欧州復興計画の早期実施の必要性を主張
  - 3月17日 - 英、仏、ベネルクスが西欧連合条約（ブリュッセル条約：北大西洋条約の母体）に調印
  - 3月19日 - 下院外交委員会、対外援助法案を可決
  - 3月23日 - 国際貿易機関 (ITO) 憲章、ハバナで調印
  - 3月31日 - 対外援助法案、下院で採決。賛成329、反対74
  - 4月1日 - 両院合同委員会、対外援助法調整案を策定
  - 4月1日 - ソ連、西部ドイツと西ベルリンとの陸上交通規制を強化。ベルリン封鎖開始
  - 4月2日 - 上下両院、対外援助法調整案を可決
  - 4月2日 - トルーマン、スペインのマーシャル・プラン参加を拒絶

### 1948年経済協力法成立以後
- 1948年
  - 4月3日 - トルーマン、1948年経済協力法に署名
  - 4月5日 - 国際通貨基金、マーシャル・プラン参加国へ融資をしない旨を決定（ERP決定）
  - 4月6日 - 米国、経済協力局（ECA）を設置。ホフマンを長官に任命
  - 4月15日 - ECA、第1回対仏援助を実施
  - 4月16日 - CEEC参加16か国西部ドイツ、欧州経済協力機構 (OEEC) 条約に調印
  - 4月18日 - イタリアで総選挙実施。キリスト教民主党が勝利
  - 4月20日 - 西側6か国首脳会談（第2会期）をロンドンで開催（ - 6月1日）。ドイツの米英仏占領区域の統合憲法作成を決議
  - 4月21日 - ハリマン、ECAの欧州組織代表に就任
  - 6月 - 米国、被援助国との間に援助に関する2国間協定を順次締結（ - 7月）
  - 6月3日 - 下院歳出委員会、対外援助支出法を可決
  - 6月4日 - 下院、対外援助支出法を可決
  - 6月15日 - 上院、対外援助支出法修正案を可決
  - 6月19日 - 両院合同委員会、対外援助支出法調整案を策定。同日、上下両院で可決
  - 6月20日 - ドイツの米英仏占領区域で通貨改革を実施。ライヒスマルクに替えて、ドイツ・マルクを導入

空輸物資を載せてテンペルホーフ国際空港に降り立つC-54輸送機と、それを迎える西ベルリン市民

- - 6月23日 - ソ連、西部ドイツと西ベルリンとの陸上交通を全面遮断
  - 6月28日 - トルーマン、対外援助支出法に署名
  - 6月28日 - 米仏、援助に関する二国間協定を締結
  - 7月2日 - 米墺、援助に関する二国間協定を締結。援助額420億シリング[104]
  - 7月20日 - ウォーレス、民主党を離党して第3党（のちの進歩党）を結成し、大統領選に出馬すると宣言。マーシャル・プランとの全面対決を表明
  - 7月25日 - 第1回OEEC総会、パリで開催。欧州内決済協定計画を可決
  - 10月16日 - OEEC理事会、第1次欧州域内決済・相殺協定 (Agreement for lntra-European Payments and Compensation for 1948-1949) に調印。域内決済の初年度計画欧州援助の各国別割当案を米国へ提出
  - 10月18日 - 米英仏、ドイツ占領区域の貿易統合で合意。11月1日実施
  - 10月25日 - ホフマン、経済協力法第115条第f項に基づき、「ハンフリー委員会 (Humphrey Committee) 」を設置。製鉄企業M. A. ハンナ (M. A. Hanna Co.) の社長ハンフリー、委員長に就任
  - 11月2日 - トルーマン、大統領選で共和党候補デューイらを破り当選。第81議会のための中間選挙では、上下両院で民主党が勝利
  - 11月10日 - ECA、欧州の為替レート問題に関する討議の必要性を提唱
  - 12月31日 - OEEC理事会、復興4か年計画を策定
- 1949年
  - 1月7日 - アチソン、国務長官に就任
  - 1月12日 - ハンフリー委員会、廃止が検討されていた西部ドイツ内の381の工場のうち、167工場を存続させるよう勧告
  - 2月16日 - 財務長官スナイダー、上院外交委員会で欧州援助計画参加諸国の平価切下げを提唱
  - 2月17日 - OEEC理事会、「1949-50年度OEEC行動計画」を採択
  - 3月2日 - ECA、国務省、財務省、連邦準備制度、IMF米国理事の代表が会談。欧州通貨の決済について討議
  - 3月3日 - 英仏会談開催。OEEC長期計画について討議
  - 3月17日 - ホフマン、ハリマンに宛てて覚書を送付。欧州諸国の通貨切下げの必要性を主張
  - 3月25日 - フーヴァー委員会、米国の海外属領、占領地域マーシャル・プランの関連事務を一括管掌する組織を新設するよう勧告
  - 4月4日 - 米欧12か国、ワシントンで北大西洋条約に調印。北大西洋条約機構 (NATO) 発足
  - 4月6日 - IMF、OEEC加盟諸国の為替レート調整に関して調査を実施する決議を採択
  - 5月6日 - ドイツ連邦共和国（西ドイツ）臨時政府が成立
  - 5月16日 - トルーマン、ECAの運営状況についての報告書を議会へ送付。欧州援助計画参加諸国が経済自立への第1段階を完了したと報告
  - 6月30日 - OEEC理事会、パリで開催
  - 8月16日 - 米国の駐独高等弁務官マックロイ (John Jay McCloy)、西ベルリンにマーシャル・プランを適用すると表明
  - 9月4日 - フランス、OEEC諸国からの一部輸入物資について、10月1日より輸入割当制限を撤廃すると発表
  - 9月7日 - OEEC理事会、第2次欧州域内決済・相殺協定 (The Agreement for lntra-European Payments and Compensation for 1949-1950) に調印
  - 10月5日 - トルーマン、1949年相互防衛援助法に署名
  - 10月11日 - 米英仏3国の高等弁務官、西ドイツのOEEC加盟を承認
  - 10月31日 - OEEC理事会、パリで開催。ホフマン、欧州に単一市場を創出する構想を表明
  - 12月2日 - OEEC理事会、輸入割当に関する障壁のうち、50%を15日までに撤廃することなどを決議して閉会
  - 12月28日 - OEEC、貿易自由化計画を開始
- 1950年
  - 1月12日 - トルーマン、ECAの報告書を議会へ提出。マーシャル・プラン参加各国の経済統一を求める
  - 1月27日 - 米国、NATO加盟国との間に相互防衛援助協定を締結
  - 4月9日 - ECA長官ホフマン、上院議員ホフマンへ書簡を送付。マーシャル・プラン参加各国のドル不足解決策として、同諸国が1953年までにドル資金10億ドルの節約と、10億ドルの収入増加を図る必要があると主張
  - 5月9日 - シューマン、シューマン・プランを発表
  - 6月6日 - 英国、欧州決済同盟 (EPU) 加盟を決定
  - 6月25日 - 朝鮮戦争勃発
  - 8月18日 - OEEC、自由化コードを採択
  - 9月18日 - 英国、ポンド切下げを実施
  - 9月19日 - OEEC理事会、EPU協定の最終草案を採択
  - 9月25日 - ホフマン、健康問題を理由としてECA長官を辞任。後任としてフォスターが任命される
  - 10月27日 - OEEC理事会、1951年2月1日以降の貿易自由化率引き上げ（60%から75%へ）を決議
  - 12月13日 - 英国蔵相ゲイツケル、英国向けマーシャル援助が12月31日をもって停止すると表明
  - 12月17日 - スウェーデン、マーシャル援助の受け入れ停止の意向を表明
- 1951年
  - 2月27日 - ドイツ、EPU諸国からの輸入を一時停止
  - 3月22日 - フォスター、セントルイスの世界問題協会で演説。米国が西欧諸国に生産増強10年計画を提示したと発表
  - 6月10日 - フォスター、1951年度追加予算支出法の付帯条項に基づき、ECA諸国にソ連圏向け禁輸商品リスト（170品目）を通告
  - 6月10日 - OEEC、欧州経済発展について、10項目からなる計画を発表
  - 7月20日 - OEEC、新自由化コードを採択
  - 10月10日 - 相互安全保障法 (MSA) 成立
  - 10月26日 - トルーマン、対外援助支出法案に署名。また、同法に基づき相互安全保障局を設置。ECAはこれより60日以内に廃止されることが決定
  - 12月29日 - ECA廃止。相互安全保障局が援助事務を継承

- 1953年
  - 10月31日 - ノルウェー国会、1953年のノーベル平和賞をマーシャルに授与すると発表
- 1972年
  - 6月5日 - 西独首相ブラント、「ドイツ・マーシャル基金 (The German Marshall Fund of the United States, GMF)」の創設を発表